# Liste der Kulturdenkmale in Riesa (L–Z)

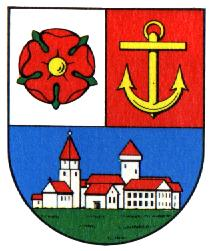
Wappen von Riesa

In der Liste der Kulturdenkmale in Riesa (L–Z) sind die Kulturdenkmale der Stadt Riesa verzeichnet, die bis Dezember 2020 vom Landesamt für Denkmalpflege Sachsen erfasst wurden (ohne archäologische Kulturdenkmale) und deren Anschrift mit den entsprechenden Anfangsbuchstaben beginnt. Die Anmerkungen sind zu beachten.
Diese Aufzählung ist eine Teilmenge der Liste der Kulturdenkmale in Riesa.

## Riesa
| Bild                                    | Bezeichnung | Lage                                                                                                   | Datierung | Beschreibung | ID       |
| --------------------------------------- | --- | --- | --- | --- | -------- |
| Direkt Bild zu diesem Denkmal hochladen | Mietshaus (mit drei Hausteilen) in offener Bebauung | Lange Straße 7, 9, 11 (Karte)                                                                          | Um 1895 | Typisches kleinstädtisches Mietshaus, gründerzeitliche Putzfassade, straßenraumprägend, baugeschichtlich von Bedeutung. Zwei Geschosse, ausgebautes Dachgeschoss, eigentlich Baugruppe mit 7 und 9, Klinkersockel mit Sandsteinschwelle. Original: Fenster, ein Winterfenster, innen nicht gesehen. | 08965371 |
| Direkt Bild zu diesem Denkmal hochladen | Plastik vor einer Schule | Lange Straße 51a (vor) (Karte)                                                                         | 1968 | Metallplastik „Schwäne im Flug“ mit Bodenplatte, Gegenwartskunst der DDR, künstlerisch von Bedeutung | 08965372 |
| Weitere Bilder                          | Zisternenhaus für den Riesaer Bahnhof, mit Nebengebäude und Schornstein | Lauchhammerstraße 8 (Karte)                                                                            | Vor 1876 | Das älteste und eines der letzten erhaltenen Zisternenhäuser Deutschlands in städtebaulich exponierter Lage, bedeutsames technisches Denkmal an der ersten deutschen Ferneisenbahnstrecke Leipzig–Dresden | 08965461 |
| Weitere Bilder                          | Ehemaliges Verwaltungsgebäude des Stahlwerkes, heute Amtsgericht, mit Resten der Einfriedung und Vorgarten | Lauchhammerstraße 10 (Karte)                                                                           | 1909 | Symmetrisch gestalteter Repräsentationsbau, stilistische zwischen Späthistorismus und Reformstil, Putzbau mit seitlichen Giebeln und Dachreiter, von baugeschichtlicher und wirtschaftsgeschichtlicher Bedeutung, nur Sockel der ursprünglichen Einfriedung | 08965459 |
| Weitere Bilder                          | Zwei Plastiken vor dem heutigen Amtsgericht | Lauchhammerstraße 10 (vor) (Karte)                                                                     | Um 1935/1945 | Plastiken zweier Stahlwerker am Hauptzugangsweg zum ehemaligen Verwaltungsgebäude des Riesaer Stahlwerkes, künstlerisch und ortsgeschichtlich von Bedeutung | 08965460 |
|                                         | Wohnhaus in offener Bebauung | Lauchhammerstraße 14 (Karte)                                                                           | Um 1890 | Schlichte Klinkerfassade, ortstypischer Gründerzeitbau an einer Ausfallstraße, baugeschichtlich von Bedeutung. Zwei Geschosse, fünf Achsen, Mittelrisalit, Fenster neu, rote Klinkerfassade mit Klinker- und Sandsteingliederung, Bruchsteinsockel. | 08965451 |
|                                         | Mehrfamilienhaus (mit Kastanienstraße 2) einer Wohnanlage (siehe auch Rittergutsstraße 1), mit Vorgarten | Lauchhammerstraße 24, 24a (Karte)                                                                      | Um 1925 | Seltener Wohnhausbau der 1920er Jahre im Stil des Art déco, Putzfassade mit Kunststeingliederung, baugeschichtlich von Bedeutung. Drei Geschosse, Putzfassade mit Putz- und Kunststeingliederung. Original: Haustür, Fensterläden, Treppenhaus, Treppenhausfenster, Fenster, Kellertür, einfache Fußbodenfliesen. | 08965447 |
|                                         | Mietshaus in offener Bebauung | Lauchhammerstraße 28 (Karte)                                                                           | Um 1915 | Dezent dekorierte Putzfassade, die Hauptstraße prägender Wohnbau der Reformstilzeit, baugeschichtlich von Bedeutung. Mit Laden, zwei Geschosse, ausgebautes Dachgeschoss, Putzfassade mit Putzgliederung und Kunststeindekor. Original: Haustür, Treppenhaus, Kellertür, Wohnungstüren, Fensterläden, Fenster überwiegend, Weinspalier. | 08965446 |
|                                         | Gasthaus „Hafenschänke“ | Lauchhammerstraße 36 (Karte)                                                                           | Um 1840 | Breitgelagerter, architektonisch ansprechender Bau, schlichte Putzfassade, noch von klassizistischer Wirkung, baugeschichtlich und ortsgeschichtlich von Bedeutung. Zwei Geschosse, acht Achsen, Mittelrisalit, Fenster neu, zwei alte Fahnenmasten, Sandsteingewände, Stockgesims Sandstein | 08965445 |
| Weitere Bilder                          | Mietshaus in offener Bebauung | Lauchhammerstraße 38 (Karte)                                                                           | Um 1908 | Reich gegliederte Putzfassade, eindrücklicher gründerzeitlicher Wohnhausbau an der Hauptstraße, baugeschichtlich von Bedeutung. Zwei Geschosse, sechs Achsen, Mittelrisalit mit Zwerchgiebel. | 08965444 |
|                                         | Dorfkirche Pausitz mit Ausstattung, Kirchhof mit Torpfeilern, Einfriedungsmauer, Luthereiche (Gartendenkmal), einigen Grabmalen, Gefallenendenkmalen für die Toten des deutsch-französischen Krieges 1870/1871 und Kriegerdenkmal für die Gefallenen des Ersten Weltkrieges                                                             | Leipziger Straße (Karte)                                                                               | 1752–1755 (Kirche); Anfang 16. Jahrhundert (Skulptur des heiligen Martin); um 1760 (Taufe); 1803 (Empore und Kanzelaltar) | Barocke Saalkirche mit mächtigem Turm, wertvolle Ausstattung (unter anderem Kanzelaltar, Sandsteintaufe), in alter Ortslage Pausitz, Kirche eine wichtige Landmarke, baugeschichtlich, ortsgeschichtlich und ortsbildprägend von Bedeutung. Putzbau mit mächtigem Turm, 1752–55 durch Johann Hoffmann aus Nossen und Hans Michael Kühne errichtet.1835 und 1854 Restaurierung (innen), 1912 durch Woldemar Kandler Instandsetzung und Ausmalung. 1970 Baureparatur. Verputzter Bruchsteinbau mit dreiseitig geschlossenem Chor und Satteldach. An der Nord- und Südseite hohe, schmale Korbbogenfenster. Der dreigeschossige Turm mit achtseitigem Glockengeschoss, schiefergedeckter Haube und Laterne. Im Innern flachgedeckt, zweigeschossige Emporen im Norden und Süden, im Westen und Osten eingeschossig. Im Chorbereich eingestellte Logen. Der Kanzelaltar von 1803, Säulen mit Kompositkapitellen rahmen den Korb, auf diesem Spiegel mit den gemalten Darstellungen des Weltenherrschers und der Evangelisten. Prächtig verzierte Sandsteintaufe mit gerundeter Kuppa und voluminösem Rankenschmuck am Fuß, um 1760. Qualitätvolle, farbig gefasste, spätgotische Holzskulptur des hl. Martin zu Pferd (wohl aus einem Altarschrein), Anfang 16. Jahrhundert, stilistisch den Arbeiten des Meisters des Döbelner Hochaltars verwandt. Großes farbig gefasstes Kruzifix, Holz, Anfang 16. Jahrhundert. Orgel von Johann Ernst Hähnel, 1754. An den Wänden figürliche Grabsteine des 16.–18. Jahrhunderts. Friedhof/Kirchhof Pausitz mit Zugang, Einfriedungsmauer, Ansteller für die Luthereiche (1883), zwei Gefallenendenkmalen (1870/1871), Gefallenendenkmal Ersten Weltkrieg Pausitz (Muschelkalkstein, Vorder- und Rückseite gestaltet) sowie mit Grabmalen (Familie Humbsch, Familie Meiser, Grabmal Johann Christian Caspari, klassizistischer Sandsteingrabstein hinter dem Gefallenendenkmal, Grabmal Schwarze, Grabdenkmal um 1845 u. a. mit Palmwedel und Pinienzapfen, Grabmal in neugotischen Formen, Fr. Arndt Rohner, Grabstätte Pfarrer Max Wittig, Eisenkreuz der Familiengrabstelle Poetzsch). Leichenhaus auf dem Kirchhof kein Denkmal. | 08965336 |
| Direkt Bild zu diesem Denkmal hochladen | Mietshaus in halboffener Bebauung in Ecklage | Lessingstraße 2 (Karte)                                                                                | Bezeichnet mit 1895 | Historistische Putzfassade mit reichem Dekor, Eckerker und Balkons, aufwendig gestaltetes gründerzeitliches Mietshaus in exponierter Ecklage, baugeschichtlich und stadtentwicklungsgeschichtlich von Bedeutung. Mit Tordurchfahrt und Eckladen, ehemals ein weiterer Laden, drei Geschosse, ausgebautes Dachgeschoss, 6-1-7 Achsen, Mittelrisalit, Seitenrisalit Lessingstraße, Natursteinsockel, Putzfassade mit reichem Dekor. Original: Tor mit Oberlicht, Fenster, Schaufenster, Balkongitter. | 08965034 |
| Direkt Bild zu diesem Denkmal hochladen | Mietshaus in geschlossener Bebauung | Lessingstraße 3 (Karte)                                                                                | Um 1900 | Späthistoristisches schlichte Putzfassade, Wirkung durch zwei Balkone mit schmiedeeisernen Gittern im Jugendstil, baugeschichtlich von Bedeutung. Drei Geschosse, aufgesetztes Stockwerk, Putzfassade geglättet, Kunststofffenster entstellend, Kunststein-Fensterrahmungen, Wirkung durch zwei Balkone mit schmiedeeisernen Gittern, wertvolle Innenausstattung teilweise erhalten (Treppenhaus, Stuckdecken in Wohnräumen). Original: Fußbodenfliesen Muster im Treppenhaus, AWC-Türen, Hoftür mit Klinke, Wohnungstüren, Kellertür mit Klinke, Rabitzgewölbe im Eingangsbereich, schmiedeeiserne Balkongitter. Farbgestaltung der Fassade wohl auf Vorschlag des damaligen Oberbürgermeister Köhler, der zeitweise in diesem Haus wohnte. Kleines Waschhaus im Hof vor 2011 abgebrochen. | 08965095 |
| Direkt Bild zu diesem Denkmal hochladen | Mietshaus in geschlossener Bebauung | Lessingstraße 5 (Karte)                                                                                | Bezeichnet mit 1902 | Später Gründerzeitbau der Stadterweiterung, einfache Klinkerfassade mit Sandsteingliederung, baugeschichtlich von Bedeutung. Drei Geschosse, acht Achsen, Erdgeschoss Putznutung, rote Klinkerfassade mit Sandsteingliederung und zwei Reliefs, Haustür und Kunststofffenster entstellend. Original: Treppenhaus, Treppenhausfenster, Wohnungstüren, Treppenhaus, einfache Fußbodenfliesen, Stuck im Eingangsbereich. | 08965096 |
| Direkt Bild zu diesem Denkmal hochladen | Wohnhaus in offener Bebauung in Ecklage, mit Einfriedung | Lessingstraße 7 (Karte)                                                                                | Um 1935 | Mehrgliedriger Putzbau mit Terrasse, im traditionalistischen Stil der 1930er Jahre, architektonisch anspruchsvolles Gebäude in gutem Originalzustand, baugeschichtlich von Bedeutung. Fenster- und Türrahmungen. Original: Haustür, Fenster, Eisengeländer der Terrasse, Tür- und Fensterläden, innen nicht gesehen. | 08965104 |
| Weitere Bilder                          | Schule mit Einfriedung und Vorgarten (Max-Planck-Gymnasium, ehemals Realprogymnasium) | Lessingstraße 8 (Karte)                                                                                | 1905–1906 | Vielgliedriger Schulbau, monumentales Gebäude der Jahrhundertwende um 1900, späthistoristische Putzfassade mit Natursteinrahmungen, straßenraumprägende Giebel, baugeschichtlich und ortsgeschichtlich von Bedeutung. Sandsteinrelief über dem Seiteneingang. Original: Tür mit Oberlicht und Gitter, Fenster, Kellerfenstergitter, Aula mit Bleiglasfenstern. Einfriedung: Natursteinsockel und -pfeiler mit schmiedeeisernem Gitter. 1902 gegründetes Progymnasium mit einer Realschule seit 1906 hier ansässig, vorher Raumnutzung der Knabenschule am Wasserturm. | 08965036 |
| Direkt Bild zu diesem Denkmal hochladen | Denkmal für die Gefallenen des Ersten Weltkrieges auf dem Schulgelände | Lessingstraße 8 (bei) (Karte)                                                                          | Nach 1918 | Granitfindling auf dem Schulgelände des Max-Planck-Gymnasiums, ortsgeschichtlich von Bedeutung | 08965037 |
| Direkt Bild zu diesem Denkmal hochladen | Katholisches Pfarramt St. Barbara (mit Kirchsaal), ehemaliges Offizierskasino in Ecklage, mit Vorgarten und Einfriedung | Lessingstraße 9 (Karte)                                                                                | Um 1905, später überformt | Vielgliedriger und reich dekorierter Baukörper mit Turm, im Stil des Späthistorismus, Putzfassade mit Sandsteingliederung, Saal mit Bleiglasfenstern, ortsgeschichtlich und baugeschichtlich von Bedeutung. Original: Bleiglasfenster im Saal, Kellerfenstergitter, eisernes Vordach, Fenster, Portal mit Gitter und bleiverglastem Oberlicht und originaler Lampe. | 08965103 |
| Direkt Bild zu diesem Denkmal hochladen | Ehemaliges Kasernengebäude der Freiherr-von-der-Goltz-Kaserne, heute Polizeigebäude der Polizei-Verkehrsinspektion in offener Bebauung, mit Toreinfahrt | Lommatzscher Straße 3 (Karte)                                                                          | Bezeichnet mit 1901 | Gründerzeitliche Klinkerfassade, baugeschichtlich, ortsgeschichtlich und militärgeschichtlich von Bedeutung. Zwei Geschosse, rote Klinkerfassade. | 08965014 |
| Direkt Bild zu diesem Denkmal hochladen | Wohnanlage in Ecklage, mit Einfriedung, Vorgarten und Waschhaus im Hof | Lommatzscher Straße 9, 9a, 9b, 9c, 9d, 11, 11a, 11b, 11c, 11d (Karte)                                  | Um 1925 | Schlichte Putzfassade, Eckturm, im traditionalistischen Stil der 1920er Jahre, städtebaulich wichtige Wohnanlage. Drei Geschosse, Sandsteinsockel, Eckgestaltung in den Straßenraum wirkend. Original: Tore, eiserne Kellerschranke, Haustüren, teilweise Fenster auf der Hofseite, Treppenhaus, Wohnungstüren. | 08965012 |
| Weitere Bilder                          | Trinitatiskirche (mit Ausstattung) sowie umgebender Kirchplatz (Gartendenkmal) | Lutherplatz (Karte)                                                                                    | 1895–1897 | Neoromanischer Zentralbau über kreuzförmigem Grundriss, Hausteinfassade, ortsbildbeherrschender Kirchenbau, Architekt: Jürgen Kröger, Berlin, Schmuckplatz um die Evangelisch-Lutherische Trinitatiskirche mit Auffahrt zur Kirche, Fußweg mit Kleinpflaster sowie altem Baumbestand, baugeschichtlich, ortsgeschichtlich, ortsbildprägend und künstlerisch von Bedeutung. Unverputzter Hausteinbau über Bruchsteinsockel mit gestrecktem Ostchor und halbrundem Schluss, daran vier Chorflankentürme. Der quadratische Zentralturm mit achtseitigem Obergeschoss und Blendgiebeln. Das Turmdach schiefergedeckt mit laternenartiger kupferner Spitze. Im Westen Vorbau mit drei Portalen und Fensterrose, Querhausfassaden mit drei großen Rundbogenfenstern. Im Innern steinsichtiger Backstein. Der Zentralraum netzgewölbt, die Querarme durch Gurtbögen über vier mächtigen Pfeilern abgeteilt, eingeschossige Emporen, im Westen Orgelempore. Östlich vom Altar gestreckte, halbrund geschlossene Kapelle. Die Ausstattung in neuromanischen und neugotischen Formen aus der Erbauungszeit. Dreiteiliger Altaraufbau in monochromem Sandstein mit Abendmahldarstellung, darüber Gekreuzigter mit zwei trauernden Engeln. Backsteinkanzel mit Passformen geschmückt. Neuromanisches Taufgestell aus getriebenem Kupfer. | 08965109 |
| Direkt Bild zu diesem Denkmal hochladen | Villa (ohne Anbau Nr. 7a) in Ecklage, mit Vorgarten und Einfriedung (ehemals „Haus Naumann“) | Lutherplatz 7 (Karte)                                                                                  | 1911 | Sparsam dekorierte Putzfassade, den Lutherplatz in hervorgehobener Ecklage mitprägender Bau, im Reformstil der Zeit um 1910, baugeschichtlich von Bedeutung. Zwei Geschosse, Sockel und Einfriedung Sandsteinquader, Gebäude saniert. | 08965532 |
| Direkt Bild zu diesem Denkmal hochladen | Pfarrhaus der Trinitatiskirchgemeinde, in geschlossener Bebauung konzipiert | Lutherplatz 11 (Karte)                                                                                 | 1897 | Wuchtig wirkender neoromanischer Bau axial gegenüber der Kirche, neoromanische Sandsteinfassade mit Balkons, baugeschichtlich und künstlerisch von Bedeutung. Vier Geschosse, mächtiges Zwerchhaus, zwei Erker. Original: Haustür mit Gitter und Oberlicht mit Gitter, alle Fenster, Balkongitter, innen nicht gesehen. | 08965108 |
| Direkt Bild zu diesem Denkmal hochladen | Mietshaus in geschlossener Bebauung konzipiert | Lutherplatz 12 (Karte)                                                                                 | Um 1900 | Reich dekorierte Klinkerfassade mit Erker und Balkons, repräsentatives Mietshaus gegenüber der Lutherkirche, baugeschichtlich und städtebaulich von Bedeutung. Mit Tordurchfahrt, vier Geschosse, neun Achsen, Erdgeschoss geputzt, Klinkerfassade mit Sandsteingliederung, Erker, zwei Balkons, saniert, Kunststofffenster, rechts Seitenrisalit. Original: Tor mit Oberlicht, innen nicht gesehen. | 08965107 |
| Direkt Bild zu diesem Denkmal hochladen | Wohnhaus in offener Bebauung | Marktgasse 1 (Karte)                                                                                   | 1775 | Ländliches Wohnhaus, ein Giebel in Fachwerk, Krüppelwalmdach mit Fledermausgaupen, ortsbildprägende Lage nahe dem Altmarkt, baugeschichtlich von Bedeutung. Fachwerk massiv untersetzt (rechte Seite), 1775 als eingeschossiges Gebäude errichtet, 1795 umgebaut und aufgestockt. | 09271361 |
|                                         | Straßenbrücke über die Jahna in Verlängerung der Meißner Straße | Meißner Straße (Karte)                                                                                 | Um 1850 | Bogenbrücke am so genannten Messe-Mühlen-Weg, Sandsteinbau, baugeschichtlich von Bedeutung | 08965314 |
| Direkt Bild zu diesem Denkmal hochladen | Mietshaus in geschlossener Bebauung konzipiert (Gaststätte „Stadt Metz“) | Meißner Straße 1 (Großenhainer Straße 32) (Karte)                                                      | Um 1900 | Mit Gaststätte, gründerzeitliche Putzfassade mit zwei Seitenrisaliten, im Erdgeschoss großbogige Fenster mit eingestellten Säulen, baugeschichtlich von Bedeutung. Geschwungene Fensterrahmungen aus der Entstehungszeit, saniert. | 09271384 |
| Direkt Bild zu diesem Denkmal hochladen | Hauszeichen eines Wohnhauses | Meißner Straße 2 (Karte)                                                                               | Bezeichnet mit 1820 | Hauszeichen aus Sandstein an der Giebelseite des Fachwerk-Wohnhauses, in exponierter Lage auf dem Pechberg gelegen, selten erhaltenes Beispiel eines Hauszeichens, ortsgeschichtlich von Bedeutung. Das Wohnhaus wegen mangelhafter denkmalgerechter Sanierung nicht in der Denkmalaufstellung enthalten (1994 saniert). | 08965157 |
| Direkt Bild zu diesem Denkmal hochladen | Wohnhaus eines Bauernhofes | Meißner Straße 5 (Karte)                                                                               | Um 1880 | Gründerzeitliche Putzfassade, reizvolles Wohnhaus als Dokument früher Verstädterung im alten Ortskern Riesa, baugeschichtlich von Bedeutung. Zwei Geschosse, fünf Achsen, Putzfassade mit Putzgliederung, saniert. Original: Haustür mit Klinke und Gitter. | 08965309 |
| Direkt Bild zu diesem Denkmal hochladen | Bauernhof mit Wohnhaus, Seitengebäude (Wohnstallhaus), Scheune, Einfriedung und Vorgarten | Meißner Straße 6 (Karte)                                                                               | Bezeichnet mit 1784 (Scheune); 19. Jahrhundert (Bauernhaus) | Wohnhaus Fachwerkgebäude, Seitengebäude gründerzeitlicher Massivbau, geschlossener Dreiseithof von ortsbildbestimmender Kubatur und eine der seltenen Kumthallen am Seitengebäude, baugeschichtlich und wirtschaftsgeschichtlich von Bedeutung. - Fachwerkhaus: zwei Geschosse, Krüppelwalmdach - Wohnhaus: zwei Geschosse, Putzfassade, Sandsteingewände - Scheune: großes Tor mit Sandsteinportal, bezeichnet mit „ICH 1784“, und einbogige Kumthalle | 08965310 |
| Direkt Bild zu diesem Denkmal hochladen | Wohnhaus mit angebautem Seitengebäude eines ehemaligen Bauernhofes, sowie Hofpflasterung | Meißner Straße 7 (Karte)                                                                               | Nach 1908 (Wohnhaus); 1920er Jahre (Seitengebäude) | Wohnhaus mit klar gegliederter, gründerzeitlicher Putzfassade, bau- und ortsentwicklungsgeschichtliche Bedeutung. - Wohnhaus: zwei Geschosse, fünf Achsen, Kunststofffenster und Jalousien entstellend, Putzfassade mit Putzgliederung - Seitenflügel: hofseitig mit Sandsteingewänden und Speicherluke Fachwerkhaus (Lehmstakung, Erdgeschoss Bruchsteinmauerwerk) mit Genehmigung abgebrochen. | 08965311 |
| Direkt Bild zu diesem Denkmal hochladen | Wohnstallhaus eines ehemaligen Bauernhofes, mit Einfriedung des Vorgartens | Meißner Straße 10 (Karte)                                                                              | Bezeichnet mit 1827 | Obergeschoss Fachwerk, Segmentbogenportal, baugeschichtlich von Bedeutung, Krüppelwalmdach | 09271378 |
| Direkt Bild zu diesem Denkmal hochladen | Wohnhaus eines Bauernhofes | Meißner Straße 11 (Karte)                                                                              | Bezeichnet mit 1819 | Schlichte Putzfassade, möglicherweise teilweise Fachwerk-Obergeschoss (verputzt), Segmentbogenportal, die Altriesaer Ortslage prägender eindrucksvoller Baukörper, baugeschichtlich von Bedeutung. Zwei Geschosse, giebelständig, Kubatur sehr eindrücklich. | 08965143 |
| Direkt Bild zu diesem Denkmal hochladen | Wohnhaus (Seitengebäude) eines Bauernhofes | Meißner Straße 13 (Karte)                                                                              | 1825 | Mächtiger, giebelständiger Baukörper im alten Ortsgefüge, baugeschichtlich von Bedeutung. Zwei Geschosse, Putzfassade, Fachwerk-Obergeschoss verputzt (noch vorhanden nach Sanierung?), Krüppelwalmdach. Original: Fenster alt, innen nicht gesehen. Bildet Bauernhof mit Nummer 11. | 08965307 |
| Direkt Bild zu diesem Denkmal hochladen | Wohnhaus eines ehemaligen Bauernhofes | Meißner Straße 14, 16 (Karte)                                                                          | 1. Hälfte 19. Jahrhundert | Obergeschoss Fachwerk, Segmentbogenportal, typisches ländliches Gebäude im alten Ortskern, baugeschichtlich von Bedeutung. Krüppelwalmdach, eine Zeit lang (1990er Jahre) Gasthaus „Alt-Riesa“. | 09271379 |
| Direkt Bild zu diesem Denkmal hochladen | Wohnhaus eines Bauernhofes | Meißner Straße 17 (Karte)                                                                              | Bezeichnet mit 1819 | Obergeschoss Fachwerk, Korbbogenportal, Fledermausgaupen im Dach, typisches bäuerliches Wohnhaus im alten Ortskern, baugeschichtlich von Bedeutung. Krüppelwalmdach, eine Seite verputzt, Fledermausgauben. | 09271362 |
| Direkt Bild zu diesem Denkmal hochladen | Wohnstallhaus eines Bauernhofes, mit Einfriedung | Meißner Straße 18 (Karte)                                                                              | Bezeichnet mit 1818 | Obergeschoss Fachwerk, ortsbildprägender Teil Alt-Riesas, baugeschichtlich von Bedeutung | 09271375 |
|                                         | Wohnhaus eines Bauernhofes | Meißner Straße 19 (Karte)                                                                              | 1819 | Obergeschoss Fachwerk, typisches bäuerliches Wohnhaus im alten Ortskern, baugeschichtlich von Bedeutung, Krüppelwalmdach | 09271363 |
|                                         | Wohnhaus eines Bauernhofes | Meißner Straße 21 (Karte)                                                                              | Um 1800 | Obergeschoss zum Teil Fachwerk, baugeschichtlich von Bedeutung, Krüppelwalmdach | 09271364 |
|                                         | Wohnhaus in offener Bebauung | Meißner Straße 23 (Karte)                                                                              | Bezeichnet mit 1819 | Schlichte Putzfassade, Sandstein-Türstock, Mansarddach, ortsbildprägendes eingeschossiges ländliches Wohnhaus, sozialgeschichtlich und baugeschichtlich von Bedeutung, verputztes Bruchsteinmauerwerk | 09271377 |
|                                         | Wohnhaus in offener Bebauung | Meißner Straße 24 (Karte)                                                                              | 2. Hälfte 19. Jahrhundert | Gründerzeitliche Putzfassade, Dokument früher Verstädterung im alten Ortskern Riesa, baugeschichtlich von Bedeutung. Nummer 26 vielleicht ursprünglich Ausspanne von Nummer 24, eventuell ursprünglich Gasthof. | 09271374 |
|                                         | Wohnstallhaus eines Bauernhofes | Meißner Straße 25 (Karte)                                                                              | Bezeichnet mit 1823 | Obergeschoss Fachwerk, Segmentbogenportale, typisches bäuerliches Wohnhaus im alten Ortskern, baugeschichtlich von Bedeutung. Krüppelwalmdach, Schlagläden Ende 19. Jahrhundert. | 09271365 |
|                                         | Wohnhaus | Meißner Straße 26 (Karte)                                                                              | Um 1800 | Ländliches Wohnhaus, Fachwerkbau, Giebel massiv, Fachwerk traufseitig auch im Erdgeschoss erhalten (Seltenheitswert), baugeschichtlich von Bedeutung, Krüppelwalmdach | 09271373 |
|                                         | Wohnhaus eines Bauernhofes | Meißner Straße 27 (Karte)                                                                              | Um 1800 | Obergeschoss Fachwerk verputzt, typisches bäuerliches Wohnhaus im alten Ortskern, baugeschichtlich von Bedeutung, Krüppelwalmdach | 09271366 |
| Weitere Bilder                          | Wohnstallhaus eines Bauernhofes | Meißner Straße 29 (Karte)                                                                              | Bezeichnet mit 1828 | Obergeschoss Fachwerk, Segmentbogenportal, typisches bäuerliches Wohnhaus im alten Ortskern, baugeschichtlich von Bedeutung. Krüppelwalmdach, Einfriedung mit Sandsteinschwelle (?). | 09271367 |
|                                         | Wohnstallhaus eines Bauernhofes | Meißner Straße 30 (Karte)                                                                              | Um 1800 | Obergeschoss Fachwerk, Korbbogenportal, typisches bäuerliches Wohnhaus im alten Ortskern, baugeschichtlich von Bedeutung, Krüppelwalmdach | 09271372 |
|                                         | Wohnstallhaus und Scheune eines Bauernhofes, später Gasthof „Zum Anker“, sowie Torpfeiler | Meißner Straße 32 (Karte)                                                                              | 1830 | Wohnstallhaus Obergeschoss Fachwerk, ortsbildprägendes bäuerliches Wohnhaus im alten Ortskern, massives Scheunengebäude, wirtschaftsgeschichtlich und baugeschichtlich von Bedeutung. Krüppelwalmdach, schmiedeeiserne Flügeltüren. | 09271371 |
|                                         | Wohnstallhaus eines Bauernhofes | Meißner Straße 33 (Karte)                                                                              | Um 1800 | Obergeschoss Fachwerk, ortsbildprägendes bäuerliches Wohnhaus im alten Ortskern, baugeschichtlich von Bedeutung, bildet Bauernhof mit Nummer 33a | 09271368 |
|                                         | Wohnhaus und Scheune eines Bauernhofes | Meißner Straße 34 (Karte)                                                                              | Bezeichnet mit 1787, später überformt (Bauernhaus); 19. Jahrhundert (Scheune) | Großer auffälliger Vierseithof von außerordentlicher Bedeutung für den Zusammenhang im Dorfgefüge, baugeschichtlich und wirtschaftsgeschichtlich von Bedeutung, bei Erfassung als Feldstraße 2 aufgenommen. Scheune: ehemals Durchfahrtscheune, Bruchsteinmauerwerk, Ecken Sandsteinwerkstein. Teil eines Wohnhauses mit Inschrifttafel (bezeichnet mit 1932), vor 2011 abgebrochen, Inschrifttafel geborgen und an anderer Stelle wieder eingebaut. | 08965317 |
|                                         | Wohnhaus und Toranlage eines Bauernhofes | Meißner Straße 37 (Karte)                                                                              | Um 1820 | Giebelständiger Baukörper im Ensemble des alten Dorfkerns, mit Fachwerk-Obergeschoss, baugeschichtlich von Bedeutung. Zwei Geschosse, giebelständig, Erdgeschoss Fachwerk, Satteldach. Original: Fenster alt, Bogen aus Bruchsteinmauerwerk. | 08965312 |
|                                         | Messe-Mühle: Mühlengebäude (mit Wohnhaus, daran Inschrifttafel, und Anbau), Seitengebäude und Scheune eines Mühlenanwesens, dazu Mühlgraben, Vorrichtung für das Mühlrad und Hofpflasterung | Meißner Straße 43 (Karte)                                                                              | Wohnhaus bezeichnet mit 1812 | Zeugnis des ländlichen Müllereiwesens des 19. und 20. Jahrhunderts mit teilweise erhaltener technischer Ausstattung, baugeschichtlich, ortsgeschichtlich und technikgeschichtlich von Bedeutung. Mahlmühle, unterschlächtiges Wasserrad (1988 Zustand schlecht), Holz mit Blechschaufeln, Durchmesser 6 m, Inneneinrichtung schlecht aber fast vollständig erhalten, drei Gebäude mit Anbauten. Seitengebäude mit Fachwerk-Obergeschoss, Mühle teilweise massiv, teilweise Fachwerk, mit schönem Korbbogenportal, darüber Inschrifttafel, Scheune massiver Putzbau. | 09271390 |
|                                         | Fabrik mit Produktionsgebäude, Übergang, Wohlfahrtsgebäude, Verwaltungsgebäude, Zwischenbau (verändert, hinter Glas) und rückwärtigem Bau mit weiterem Übergang (Großeinkaufs-Gesellschaft Deutscher Consumvereine (GEG), Teigwarenfabrik Gröba-Riesa)                                                                                  | Merzdorfer Straße 21, 23, 25 (Karte)                                                                   | 1913–1914 (Fabrikgebäude); um 1925 (Sozial- und Verwaltungsgebäude, Verbindungsgang) | Als Werk der Großhandelsgesellschaft Deutscher Konsumvereine mbH (GEG) errichtet, Hauptbau aufwendig gestaltetes Klinkergebäude im Reformstil der Zeit um 1910, Anklänge an den Neoklassizismus, die anderen, späteren Bauten um 1925 in Material und Form angepasst, deshalb insgesamt beeindruckendes Ensemble, baugeschichtlich, ortsgeschichtlich und technikgeschichtlich von Bedeutung. - Bauten 1913–1914: - Produktionsgebäude, Klinkerbau - Bauten um 1925: - Pförtnergebäude am Haupteingang, Abbruch - Wohlfahrtsgebäude mit Klinkerfassade, Walmdach und Dachreiter - Zwischenbau, mittlerweile hinter Glas, originale Tür und Fenster nicht mehr erhalten - Verwaltungsgebäude - Bauten wohl auch um 1925: - Garagenhaus mit zwei Garagen, darüber vermutlich Fahrerwohnung(en), um 1930, Abbruch - Mietshaus/Wohnhaus: zwei Geschosse, Klinkergebäude, Mitteltrakt drei Geschosse; original: Haustür, Fenster, Treppenhaus; Abbruch Wohlfahrtsgebäude und Verwaltungsgebäude zweigeschossige Massivbauten mit hellroten Verblendklinkern, bedeckt von einem Walmdach, Wohlfahrtsgebäude mit gebänderten Lisenen, im Detail expressiv gestaltet, Verwaltungsgebäude mit Dreiecksgiebel und Lisenengliederungen neoklassizistisch. | 08965577 |
|                                         | Brunnenhaus (mit originaler Laufkatze im Innern) des Wasserwerks Merzdorf | Merzdorfer Straße 31 (neben) (Karte)                                                                   | Um 1908 | Schlichte Putzfassade mit Klinkergliederung, selten erhaltenes technisches Zeugnis, technikgeschichtlich von Bedeutung. Eingeschossig. Original: Haustür mit Oberlicht und Klinke, Flaschenzug im Innern, Eisengeländer, einige Fenster. Dazugehöriges Wohnhaus kein Denkmal mehr. | 08965346 |
| Direkt Bild zu diesem Denkmal hochladen | Plastik vor einer Schule | Merzdorfer Straße 48 (vor) (Karte)                                                                     | Um 1970 | Plastik zweier turnender Mädchen, künstlerisch von Bedeutung. Auf Riemchenmauer/-sockel, Plastik bezeichnet (Reichel/Drechsler). | 08965552 |
| Direkt Bild zu diesem Denkmal hochladen | Scheune, Stallgebäude und zwei Pfeiler der Torzufahrt eines Vierseithofes | Moritzer Straße 2 (Karte)                                                                              | 19. Jahrhundert | Alte Ortslage Poppitz, Fachwerkscheune, Stallgebäude mit offenem Fachwerk auf der Rückseite, einer der wenigen geschlossen erhaltenen Vierseithöfe in alter Ortslage Poppitz, baugeschichtlich und wirtschaftsgeschichtlich von Bedeutung. - Scheune: Fachwerk, saniert, Giebel Ziegel, Stall: preußische Kappen auf Eisensäulen, Rückseite offenes Fachwerk - Wohnhaus: kein Denkmal, da stark verändert - Nebengebäude: kein Denkmal trotz Kumthalle | 08965562 |
| Direkt Bild zu diesem Denkmal hochladen | Seitengebäude und zwei Torpfeiler eines Bauernhofes | Moritzer Straße 4 (Karte)                                                                              | 1. Hälfte 19. Jahrhundert (Seitengebäude); bezeichnet mit 1809 (Toreinfahrt) | Alte Ortslage Poppitz, Seitengebäude mit Lehmfachwerk auf der Rückseite, an der Hofseite verkleidet, Gehöft am Ende der alten Dorfstraße, wissenschaftlich-dokumentarischer Wert, baugeschichtlich von Bedeutung. - Torpfeiler: zwei erhalten, saniert, bezeichnet mit Nummer 16 und „J.C.G. 1809“ - Seitengebäude: Rückseite Fachwerk mit Lehmausfachung, Erdgeschoss Bruchsteinmauerwerk | 08965564 |
| Direkt Bild zu diesem Denkmal hochladen | Drei Torpfeiler des feldseitigen Hofzuganges von der Prausitzer Straße | Moritzer Straße 6 (Karte)                                                                              | Um 1840 | Alte Ortslage Poppitz, einzigartige klassizistische Hofeinfahrt, kulturgeschichtlich von Bedeutung. Sandsteinpfeiler für Tor und Pforte, klassizistische Abdeckung, Gehöft in den 1930er Jahren bereits überformt. | 08965565 |
| Direkt Bild zu diesem Denkmal hochladen | Wohnstallhaus (mit daran angebautem Wohnhaus), Scheune, Seitengebäude, Hofpflasterung und Pfeiler der Toreinfahrt eines Dreiseithofes | Moritzer Straße 7 (Karte)                                                                              | 19. Jahrhundert (Wohnstallhaus); um 1900 (Wohnhaus) | Alte Ortslage Poppitz, repräsentatives Gehöft in Lage der ehemaligen Mühle gegenüber, Scheune und Seitengebäude teilweise Fachwerk mit Lehmausfachung, wissenschaftlich-dokumentarischer Wert, baugeschichtlich und wirtschaftsgeschichtlich von Bedeutung. - Reichste Toreinfahrt - Nebengebäude: Fachwerk mit Lehmausfachung, Giebel Rückseite verbrettert, Traufe Taubenlöcher, saniert - Wohnhaus: zwei Geschosse, saniert, um 1900 - Wohnstallhaus: bezeichnet mit 18??, älter als Wohnhaus - Scheune: Fachwerk, saniert, Wellblechdach | 08965561 |
| Direkt Bild zu diesem Denkmal hochladen | Seitengebäude eines Bauernhofes | Moritzer Straße 8 (Karte)                                                                              | Um 1850 | Alte Ortslage Poppitz, Obergeschoss Fachwerk mit Lehmausfachung, weitgehend unverfälscht erhaltenes und die Dorfstraße charakterisierendes Wirtschaftsgebäude eines größeren Hofes, baugeschichtlich von Bedeutung. Erdgeschoss Bruchsteinmauerwerk, Krüppelwalmdach, neu gedeckt, Taubenschlag, giebelständig. | 08965568 |
| Direkt Bild zu diesem Denkmal hochladen | Wohnstallhaus und Stallgebäude eines Bauernhofes | Moritzer Straße 10 (Karte)                                                                             | 19. Jahrhundert | Alte Ortslage Poppitz, Fachwerkbauten, teilweise mit Lehmausfachung, das Straßenbild wesentlich prägende Hofanlage, baugeschichtlich von Bedeutung. - Wohnstallhaus: Bruchstein Erdgeschoss mit Sandsteinquaderecken, Sandsteintürportal bezeichnet mit 18??, giebelständig, Krüppelwalm, Rückseite Fachwerk mit Lehmausfachung - Stallgebäude: Obergeschoss Fachwerk mit Lehmausfachung, 1. Hälfte 19. Jahrhundert | 08965567 |
| Direkt Bild zu diesem Denkmal hochladen | Scheune, Seitengebäude und Hofpflasterung eines Dreiseithofes | Moritzer Straße 12 (Karte)                                                                             | 1. Hälfte 19. Jahrhundert | Alte Ortslage Poppitz, Fachwerkscheune, Seitengebäude mit Lehmfachwerk, durch die Ecksituation zur Heydaer Straße von besonderer ortsbildprägender Bedeutung, baugeschichtlich und wirtschaftsgeschichtlich von Bedeutung. - Scheune: Fachwerk, Krüppelwalm - Nebengebäude: Erdgeschoss Bruchsteinmauerwerk, Obergeschoss Fachwerk mit Lehmausfachung, Fenster alt und teilweise original, Krüppelwalmdach | 08965566 |
| Direkt Bild zu diesem Denkmal hochladen | Scheune, Stallgebäude und Hofpflasterung eines Dreiseithofes | Moritzer Straße 16 (Karte)                                                                             | 2. Hälfte 19. Jahrhundert | Alte Ortslage Poppitz, Fachwerk-Scheune mit Lehmtraufe, Seitengebäude mit Fachwerkgiebel, mit dem sanierten Wohnstallhaus geschlossenes Hofensemble gegenüber dem Gasthofgrundstück, wissenschaftlich-dokumentarischer Wert, baugeschichtlich und wirtschaftsgeschichtlich von Bedeutung. - Scheune: Fachwerk, Lehmtraufe, Wellblech - Seitengebäude: Fachwerk, Giebel, Taubenlöcher in der Traufe, Putzfassade - Wohnstallhaus: kein Denkmal, saniert, Giebel mit zwei originalen Bogenfenstern | 08965557 |
| Direkt Bild zu diesem Denkmal hochladen | Wohnstallhaus, Stallgebäude (mit Kumthalle) und Scheune eines Dreiseithofes sowie Vorgarten und Hofmauer | Moritzer Straße 25 (Karte)                                                                             | Vermutlich bezeichnet mit 1855 (Wohnstallhaus); um 1880 (Seitengebäude) | Alte Ortslage Poppitz, Stallgebäude mit seltener Kumthalle, Wohnstallhaus mit aufwendigem Haustürportal, einzigartige geschlossen erhaltene Anlage eines Dreiseithofes mit hohem Authentizitätsgrad, baugeschichtlich und wirtschaftsgeschichtlich von Bedeutung. - Wohnstallhaus: zwei Geschosse, Sandsteinfenstergewände, Stalltürgewände Sandstein, Haustür mit aufwendigem Sandsteingewände, Putzfassade, Traufe Sandstein - Stall: Kumthalle, Sandsteingewände, Bruchsteinmauerwerk im Erdgeschoss, Obergeschoss Ziegel - Scheune: Bruchstein, drei Tore | 08965556 |
| Direkt Bild zu diesem Denkmal hochladen | Pfarrhof mit Pfarrhaus, Scheune, zwei Seitengebäuden, Pforte und Handschwengelpumpe | Nickritzer Straße 2 (Karte)                                                                            | Bezeichnet mit 1779 (Pfarrhaus); 19. Jahrhundert (Seitengebäude) | Geschlossener und original erhaltener Pfarrhof in alter Ortslage Pausitz, in städtebaulich außerordentlich bedeutsamer Ecklage zur Leipziger Straße, massives Pfarrhaus mit Segmentbogenportal, Seitengebäude in Fachwerkbauweise, baugeschichtlich, ortsgeschichtlich und wirtschaftsgeschichtlich von Bedeutung. - Pfarrhaus: zwei Geschosse, sieben Achsen, Krüppelwalmdach, Putzfassade. Original: Haustür - Scheune: Durchfahrtscheune, Bruchsteinmauerwerk - Seitengebäude: Erdgeschoss und Giebel Bruchsteinmauerwerk, Obergeschoss Fachwerkkonstruktion - zweites Seitengebäude an der Nickritzer Straße: Satteldach, saniert | 08965325 |
| Direkt Bild zu diesem Denkmal hochladen | Wohnstallhaus eines ehemaligen Bauernhofes | Nickritzer Straße 9 (Karte)                                                                            | Um 1850 | Alte Ortslage Pausitz, breitgelagerter giebelständiger Bau in wichtiger Ortslage, schlichte Putzfassade, Zwillingsfenster im Giebel, baugeschichtlich von Bedeutung. Zwei Geschosse, Bruchsteinmauerwerk, giebelständig, Sandsteingewände, Brandgiebel zwischen Wohnhaus und ehemaligem Stallteil, heute Stratos-GmbH. Zum ehemaligen Hof Beton-Formsteinmauer, um 1970, diese Einfriedung Denkmal? | 08965327 |
| Direkt Bild zu diesem Denkmal hochladen | Wohnhaus (mit Relief über Tür) eines Mühlenanwesens, mit seitlicher Toreinfahrt | Nickritzer Straße 11 (Karte)                                                                           | Um 1885, im Kern älter | Alte Ortslage Pausitz, um 1885 umgeformtes Wohnhaus mit älterem Kern einer 1328 erwähnten Wassermühle, gründerzeitliche Putzfassade mit Kunststein-Fenstergewände, Toreinfahrt mit verziertem Eisentor, dokumentarischer Wert und Lage an einer Straßenkreuzung, baugeschichtlich von Bedeutung. Zwei Geschosse, acht Achsen, Putzfassade mit Kunststeingewände, Satteldach, traufständig, Kern älter – siehe Haustür und altes Portal. Original: Fenster alt, Haustür, Sandsteinstufen, Haustür. 1328 als Wassermühle erwähnt, bis 1954 in Betrieb, Mühle vermutlich um 1900 schon mal abgebrannt. | 08965328 |
| Direkt Bild zu diesem Denkmal hochladen | Wohnhaus mit angebautem Stallgebäude eines Bauernhofes sowie Einfriedung und Toreinfahrt | Nickritzer Straße 14 (Karte)                                                                           | Um 1890 | Alte Ortslage Pausitz, größtes Bauerngut im Ort mit prachtvollem gründerzeitlichen Wohngebäude, wissenschaftlich-dokumentarischer Wert als ehemaliges Vorwerk und Braugut des Klosters Riesa, baugeschichtlich und ortsgeschichtlich von Bedeutung - Wohnhaus mit seitlicher Terrasse: mächtiger Baukörper, zwei Geschosse, Drempel, Ecken Sandsteinwerkstein, 8-4 Achsen - Scheune: kein Denkmal - Stall: Bruchsteinmauerwerk mit Sandsteinrahmungen Ehemaliges Braugut, 1328 als Kretscham genannt und Vorwerk des Klosters Riesa. | 08965329 |
| Direkt Bild zu diesem Denkmal hochladen | Mietshaus in halboffener Bebauung | Niederlagstraße 8 (Karte)                                                                              | Um 1890 | Aufwendig gestaltete rote Klinkerfassade mit Sandsteingliederung, durch Turmaufsatz akzentuierter Gründerzeitbau, baugeschichtlich von Bedeutung. Mit Tordurchfahrt, drei Geschosse, links Seitenrisalit mit Tordurchfahrt und Turmaufsatz, 1995 saniert, Kunststofffenster, Erdgeschoss geputzt, Rückseite verändert. Original: Tor mit Oberlicht, innen nicht gesehen. | 08965271 |
| Direkt Bild zu diesem Denkmal hochladen | Mietshaus in halboffener Bebauung | Niederlagstraße 9 (Karte)                                                                              | Um 1915 | Anspruchsvoller Wohnhausbau mit straßenraumprägender Wirkung besonders durch Lage an einem Straßenknick, aufwendig dekorierte Putzfassade mit Balkons und Mittelerker, Tor mit bleiverglastem Oberlicht, im Reformstil der Zeit um 1910, baugeschichtlich von Bedeutung. Mit Tordurchfahrt, drei Geschosse, saniert, Putzfassade mit Putz- und Kunststeingliederung, ausgebautes Dachgeschoss, Zwerchhaus, Erker, Balkons, Kachelreliefs. Original: Tor mit bleiverglastem Oberlicht, Balkongitter, zwei Bleiglasfenster im Erker. | 08965273 |
| Direkt Bild zu diesem Denkmal hochladen | Wohnhaus in offener Bebauung | Niederlagstraße 11 (Karte)                                                                             | Um 1800 | Einfache Putzfassade, Segmentbogen-Türstock, Krüppelwalmdach, städtebaulich unverzichtbarer, für die Erbauungszeit ungewöhnlich großer Wohnhausbau, baugeschichtlich von Bedeutung. Zwei Geschosse, fünf Achsen. Original: Haustür mit Klinke und Oberlicht. | 08965274 |
| Direkt Bild zu diesem Denkmal hochladen | Wohnhaus in halboffener Bebauung, mit seitlicher Einfriedung, Stützmauern und Treppenanlage der Terrassen des Grundstücks | Niederlagstraße 12 (Karte)                                                                             | Um 1860 | Für den Kommerzienrat C. Braune errichtetes breitgelagertes und wohlüberlegt dekoriertes Wohngebäude der Gründerzeit, baugeschichtlich von Bedeutung. Ehemaliger Speicherbau, um 1800 (?), Bruchsteinmauerwerk, Sandstein-Fensterrahmungen, drei Geschosse, mächtiger Baukörper, drei Hofgebäude und Hofpflasterung. Im Hof ehemaliger Speicherbau um 1800, Stall um 1750 und zwei kleine Nebengebäude aus Bruchsteinmauerwerk. Abbruch der einzigartigen Wohn- und Produktionsgebäude im Hof im Jahr 2000. | 08965275 |
| Direkt Bild zu diesem Denkmal hochladen | Mietshaus in halboffener Bebauung | Niederlagstraße 15 (Karte)                                                                             | Um 1895 | Mit Laden, gründerzeitliche Klinkerfassade, originaler Laden, straßenraumprägender Historismusbau, baugeschichtlich von Bedeutung. Mit Tordurchfahrt, vier Geschosse, links Seitenrisalit mit Zwerchhaus, Erdgeschoss geputzt. Original: Tor mit Oberlicht, teilweise Fenster, Laden, zwei einfache Jalousieblenden, innen nicht gesehen. | 08965201 |
|                                         | Mietshaus in geschlossener Bebauung in Ecklage | Niederlagstraße 17 (Karte)                                                                             | Um 1895 | Gründerzeitbau in wichtiger städtebaulicher Situation am Riesaer Hafen, wohlproportionierte Klinkerfassade, Eckerker, baugeschichtlich von Bedeutung. Mit Tordurchfahrt, ehemals mit Eckladen, vier Geschosse, 5-1-6 Achsen, Erdgeschoss und Sockel Sandstein, rote Klinkerfassade mit Putz- und Sandsteingliederung, Kunststofffenster entstellend, ausgebautes Dachgeschoss. Original: Tor, weiter nicht gesehen. | 08965200 |
| Direkt Bild zu diesem Denkmal hochladen | Mehrfamilienhäuser einer Wohnanlage, mit Innenhof und Einfriedung | Oststraße 1, 3, 5, 7, 9, 11 (Karte)                                                                    | Um 1910 | Einfache Putzfassade mit Fachwerkelementen, zum Innenhof Volutengiebel und Balkon, ortsbildbestimmende Anlage mit ansprechender Gestaltung, im Reformstil der Zeit um 1910, wissenschaftlich-dokumentarischer Wert, baugeschichtlich von Bedeutung. Obergeschoss und Erker Fachwerk. Original: Kellertür, Treppenhaus. | 08965549 |
| Direkt Bild zu diesem Denkmal hochladen | Fleischerladen mit Ausstattung in einem Eckwohnhaus, dazu Ladeneingang und über diesem befindlicher Erker | Oststraße 2a (Karte)                                                                                   | Bezeichnet mit 1923 | Bemerkenswertes Interieur eines Ladens, mit Datierung, Angaben zum Hersteller und lokalen Motiven selten, wenn nicht gar einzigartig in Sachsen, reich gestalteter Erker mit Schweine-Reliefs, kunsthandwerk und künstlerisch von Bedeutung, Wandfliesen, Glasdecke. Wohn- und Geschäftshaus um 1925 überformt, kein Denkmal. | 08965496 |
|                                         | Straßenpflaster im unteren Bereich der Parkstraße | Parkstraße (Karte)                                                                                     | Um 1880 | Eine der letzten original gepflasterten Straßenabschnitte mit Kopfsteinpflaster in Riesa | 08965213 |
|                                         | Mietshaus in geschlossener Bebauung in Ecklage | Parkstraße 2 (Karte)                                                                                   | Um 1892 | Mit Laden, erlesen dekoriertes Historismusgebäude in städtebaulich wichtiger Lage, Putzfassade mit Sandsteingliederung, Eckbalkons, Ladentür mit geschliffenen Scheiben im Oberlicht, baugeschichtlich von Bedeutung. Mit Tordurchfahrt und Läden, drei Geschosse, 6-1-7 Achsen, Sandsteinsockel, ausgebautes Dachgeschoss, saniert, Fenster neu. Original: Ladentür mit Oberlicht mit geschliffenen Scheiben, ein Kellerfenstergitter. | 08965172 |
|                                         | Mietshaus in geschlossener Bebauung | Parkstraße 8 (Karte)                                                                                   | Um 1890 | Schlichte Putzfassade, kleiner Gründerzeitbau im geschlossenen Wohnquartier, Fassade noch von klassizistischer Wirkung, baugeschichtlich von Bedeutung. Ehemals mit originalem Laden, drei Geschosse, vier Achsen, Putzfassade mit Putz- und Sandsteingliederung. Original: Laden, teilw. Fenster, Haustür mit Oberlicht, Innenläden. | 08965174 |
|                                         | Wohnhaus in offener Bebauung | Parkstraße 14 (Karte)                                                                                  | Bezeichnet mit 1833 | Obergeschoss Fachwerk, Segmentbogenportal, den historischen Straßenzug mitprägendes Gebäude, baugeschichtlich von Bedeutung. Zwei Geschosse, Haustür-Sandsteingewände, saniert, Plastikfenster, rückwärtiger Anbau, wichtige städtebauliche Lage. | 08965230 |
|                                         | Wohnhaus in geschlossener Bebauung | Parkstraße 17 (Karte)                                                                                  | 1. Hälfte 19. Jahrhundert | Schlichte Putzfassade, Sandstein-Fenstergewände, klassizistischer Türstock, malerischer Wohnbau aus der Zeit der frühen Verstädterung, baugeschichtlich von Bedeutung. Zwei Geschosse, fünf Achsen. Original: Haustür mit Oberlicht, Fensterläden alt, innen nicht gesehen. 2000 gut saniert vorgefunden. | 08965207 |
| Direkt Bild zu diesem Denkmal hochladen | Wohnhaus in offener Bebauung | Parkstraße 18 (Karte)                                                                                  | Bezeichnet mit 1833 | Obergeschoss Fachwerk verputzt, Segmentbogenportal, straßenbildprägender Wohnbau, baugeschichtlich von Bedeutung. Zwei Geschosse, Frackdach, Sandsteingewände, Krüppelwalmdach, Kunststofffenstereinbau – entstellend. Original: Haustür. | 08965214 |
|                                         | Wohnhaus in offener Bebauung | Parkstraße 22 (Karte)                                                                                  | Um 1830 | Fachwerkgebäude mit Lehmstaken, straßenraumprägendes Gebäude nahe der Stadtparkbrücke, baugeschichtlich von Bedeutung. Zwei Geschosse, Haustür-Sandsteingewände, Erdgeschoss Bruchsteinmauerwerk, Obergeschoss Fachwerk mit Lehmstakung | 08965212 |
|                                         | Wohnhaus in halboffener Bebauung | Parkstraße 23 (Karte)                                                                                  | Um 1880 | Gründerzeitliche Putzfassade, um 1880 überformtes älteres Wohnhaus eines geschlossenen Straßenzuges, baugeschichtlich von Bedeutung. Zwei Geschosse, vier Achsen, Putzfassade mit Putzgliederung, Sandsteingewände, Stockgesims. Original: innen nicht gesehen. | 08965209 |
| Direkt Bild zu diesem Denkmal hochladen | Wohnhaus (mit zwei Hausnummern) in offener Bebauung | Parkstraße 24, 26 (Karte)                                                                              | 1836 | Straßenbildprägendes Gebäude mit Fachwerk-Obergeschoss, baugeschichtlich von Bedeutung. Zwei Geschosse, sechs Achsen, saniert. Kreisliste DDR 1983. | 08965211 |
|                                         | Verwaltungsgebäude (Pneumant-Reifenwerk) | Paul-Greifzu-Straße 20 (Karte)                                                                         | Um 1955 | Flachdachbau mit vier Treppenhaustrakten, Putzfassade mit Klinkergliederung, stadtentwicklungsgeschichtlich bedeutsam und straßenbildprägend, baugeschichtlich von Bedeutung. Zwei Geschlosse, originale Treppenhäuser, durch die Länge sehr straßenraumbestimmend, noch zu prüfen Turmbau am Fluss (Klinkerbau). | 08965229 |
|                                         | Fabrikanlage mit Fabrikationsgebäude einschließlich Turm (Nr. 26), Kessel- und Maschinenhaus (vier aneinandergebaute Hallen in Reihe, Nr. 24), Wohlfahrtsgebäude (Nr. 28), Verwaltungsgebäude (Nr. 30) und straßenseitiger Einfriedung (Großeinkaufs-Gesellschaft Deutscher Consumvereine GEG, Seifenfabrik Riesa, Kappus-Seifenfabrik) | Paul-Greifzu-Straße 24, 26, 28, 30 (Karte)                                                             | 1909–1910 | Als Werk der Großhandelsgesellschaft Deutscher Konsumvereine mbH (GEG) errichtet, soll als damals technisch vollkommenste Seifenfabrik Deutschlands in Betrieb genommen worden sein, gehört zum Œuvre des bedeutenden Leipziger Architekten Max Fricke, dem Schöpfer des weithin sichtbaren Wurzener Krietsch-Speichers, ortsbildprägende Klinkerbauten, bauhistorisch und industriehistorisch von Bedeutung. - Produktionsgebäude: Turmbau und Fertigungstrakt, Turm fünfgeschossig, roter Backstein, mit Putzspiegeln unter den Öffnungen, Obergeschoss durch Bogenfries optisch abgegrenzt, originale kleinteilige Sprossung, eigentliche Fertigungstrakt gleiches Material, mit Lisenengliederung, dreigeschossig, darauf unpassende Aufstockung im Umfang von mindestens zwei Geschossen, geht etwa 100 m in die Tiefe, (dreigeschossig mit originalen Aufbauten) - Kessel- und Maschinenhaus: vier kleine spitzgegiebelte eineinhalbgeschossige Werkhallen in Reihe, Backsteingliederung (Zahnschnitt), große Durchfensterung | 09271238 |
|                                         | Wohnhaus in geschlossener Bebauung in Ecklage | Pausitzer Straße 2 (Karte)                                                                             | Um 1870 | Mit Läden, gut gegliederte gründerzeitliche Putzfassade, originale Ladenzone um 1885, Fassade noch von klassizistischer Wirkung, baugeschichtlich von Bedeutung. Zwei Geschosse, Sandstein-Fensterverdachungen, Haustür und Fenster entstellend. | 08965123 |
| Direkt Bild zu diesem Denkmal hochladen | Wohnhaus in offener Bebauung in Ecklage, mit Einfriedung, Garten, Hofpflasterung und Toreinfahrt sowie Gartenpavillon | Pausitzer Straße 16 (Karte)                                                                            | Um 1875 | Gründerzeitliche Putzfassade mit Sandsteingliederung, repräsentatives vorstädtisches Wohnhaus an einer Ausfallstraße mit wohlüberlegtem Dekor, baugeschichtlich von Bedeutung. Zwei Geschosse, Natursteinsockel, Mittelrisalit, Kunststofffenster entstellend. Original: Haustür mit Klinke, Kellerfenstergitter, Windfangtür, Marmorplatten im Eingangsbereich. Remise im Hof abgebrochen . | 08965059 |
| Direkt Bild zu diesem Denkmal hochladen | Wohnhaus (zwei Anschriften) in halboffener Bebauung und in Ecklage, mit Vorgarten und Einfriedung | Pausitzer Straße 26 (Hohe Straße 1) (Karte)                                                            | Um 1895 | Interessant gestaltete Putzfassade mit Sandsteingliederung, Seitenrisalit mit Stufengiebel, Balkon über dem Hauseingang, villenartiger Bau in wichtiger Ecklage, baugeschichtlich und städtebaulich von Bedeutung. - Wohnhaus: zwei Geschosse, Putzfassade mit Sandsteingliederung, Balkon, Eingangsrisalit Hohe Straße mit Giebel und Balkon; original: Haustür mit Oberlicht, teilweise Fenster, Balkongitter - Einfriedung: Bruchsteinmauer, Granitschwellen, Eisenzaun | 08965086 |
| Direkt Bild zu diesem Denkmal hochladen | Villa mit Einfriedung | Pestalozzistraße 8 (Karte)                                                                             | Um 1910 | Ansprechender Villenbau der Zeit vor dem Ersten Weltkrieg, reich geformte Putzfassade, baugeschichtlich von Bedeutung. Zwei Geschosse, Putzfassade mit Putzgliederung, Kunststeindekor, Haustürportal mit zwei Säulen, saniert, Fenster neu. Original: Treppenhaus, Haustür, ein Ovalfenster, Wohnungstüren, Wandkacheln im Eingangsbereich. | 08965038 |
| Direkt Bild zu diesem Denkmal hochladen | Wohnhaus in offener Bebauung mit Einfriedung | Pestalozzistraße 11 (Karte)                                                                            | Um 1930 | Ansprechend gestaltetes Wohnhaus der Zeit um 1930, welches sich harmonisch in ein älteres Villenviertel integriert, schlichte Putzfassade mit betontem Eingang, baugeschichtlich von Bedeutung. Zwei Geschosse, sehr gut saniert. Original: Haustür, Fensterläden, zwei Fenstergitter, Eingangsgitter. | 08965039 |
| Direkt Bild zu diesem Denkmal hochladen | Villa, mit Garage und Einfriedung | Pestalozzistraße 13 (Karte)                                                                            | 1915/1925 | Vielgliedriger Putzbau mit bewegter Dachlandschaft, architektonisch ansprechender Villenbau und Einfriedung mit Bezügen zum Art déco und zum Reformstil der Zeit nach 1910, baugeschichtlich von Bedeutung. Zwei Geschosse. Original: Haustür, teilweise Fenster, innen nicht gesehen. | 08965040 |
|                                         | Brücke (Jahna-Hochwasserdurchlass) | Poppitzer Landstraße (Karte)                                                                           | 19. Jahrhundert | Bogenbrücke als Hochwasserdurchlass der Jahna, nahe der alten Ortslage Poppitz, baugeschichtlich und technikgeschichtlich von Bedeutung. Sechs Bögen, Staatsstraße 87, Brücke BW 16. | 08965578 |
| Weitere Bilder                          | Ehemalige Artilleriekaserne, heute Stadtmuseum Riesa | Poppitzer Platz 2, 3, 4 (Karte)                                                                        | 1894–1896 | Ehemalige Artillerie-Kaserne der Garnison Riesa in schlichten Formen gründerzeitlicher Militärbaukunst, baugeschichtlicher, militärhistorischer und ortsgeschichtlicher Zeugniswert, außerdem ortsbildprägend. Bescheidene Architektursprache, äußeres Erscheinungsbild leider schon verändert, Verlust originaler Fassadenstruktur, aber bisher erhaltene originale Baugestalt (Kubatur) noch erkennbar und begründbar als charakterisierender gründerzeitlicher Kasernenbau mit symmetrisch strenger Gliederung der Baumassen. | 08965523 |
|                                         | Lenindenkmal | Poppitzer Straße (Karte)                                                                               | 1968 | 1975 neben dem Rathaus aufgestelltes, nach 1990 an heutigen Standort versetztes Denkmal Wladimir Iljitsch Lenins (1870–1924), russischer marxistischer Theoretiker, kommunistischer Revolutionär und Politiker, aus Anlass des 51. Jahrestages der Großen Sozialistischen Oktoberrevolution als Geschenk der Garnison der Sowjetarmee an die Stadt übergeben, geschichtlich von Bedeutung. Heute im Sowjetischen Ehrenhain, beteiligt vermutlich von Prof. Nikolai Wassiljewitsch Tomski. | 08965286 |
|                                         | Sowjetischer Ehrenfriedhof (Sachgesamtheit) | Poppitzer Straße (Karte)                                                                               | Etwa 1946 | Sachgesamtheit Sowjetischer Ehrenfriedhof, mit folgenden Einzeldenkmalen: Sowjetischem Ehrenmal und Friedhofsgestaltung (08965285); Ehrenhain mit 110 Gräbern sowjetischer Soldaten und Offiziere, Denkmal mit Umfriedung und Inschrifttafeln, Friedhofsgestaltung mit kleiner Treppe, Mauern und Podesten, vier Pflanzschalen sowie Hecken und Allee, im Rahmen des Nationalen Aufbauwerkes geschaffene Anlage, geschichtlich von Bedeutung | 09306689 |
|                                         | Sowjetisches Ehrenmal und Friedhofsgestaltung (Einzeldenkmale der Sachgesamtheit 09306689) | Poppitzer Straße (Karte)                                                                               | Etwa 1946 | Einzeldenkmale der Sachgesamtheit Sowjetischer Ehrenfriedhof; Ehrenhain mit 110 Gräbern sowjetischer Soldaten und Offiziere, Denkmal mit Umfriedung und Inschrifttafeln, Friedhofsgestaltung mit kleiner Treppe, Mauern und Podesten, vier Pflanzschalen sowie Hecken und Allee, im Rahmen des Nationalen Aufbauwerkes geschaffene Anlage, geschichtlich von Bedeutung. In Einzel- und Gemeinschaftsgräbern ruhen hier eine nicht bekannte Zahl Gefallene der Frühjahrskämpfe 1945 und Kriegsgefangene. Außerdem erfolgten hier Bestattungen von Armeeangehörigen aus dem Garnisonsbereich. Gegenwärtig 110 Gräber. Die Grabsteine sind unterschiedlich gestaltet. Im Zentrum Denkmal: auf einer Plattform hoher Sockel, an den Seiten Tafeln mit einigen Namen. Darüber pfeilartiger Aufbau, an der Vorderseite Sowjetstern. Material Sandstein, Höhe ca. 400 cm. | 08965285 |
| Weitere Bilder                          | Trinitatisfriedhof (Sachgesamtheit) | Poppitzer Straße (Karte)                                                                               | Ab 1678 | Sachgesamtheit Trinitatisfriedhof, mit den Einzeldenkmalen: Friedhofskapelle, Einfassung, Gefallenendenkmal für die im Ersten Weltkrieg Gefallenen des Riesaer Regiments, Denkmal für die im Ersten Weltkrieg Gefallenen der Gemeinde Poppitz sowie zahlreiche Grabmale (08965510) und gärtnerisch gestalteter Friedhof mit altem Baumbestand (Gartendenkmal); baugeschichtlich und ortsgeschichtlich von Bedeutung | 09303830 |
| Weitere Bilder                          | Friedhofskapelle, Einfassung, Gefallenendenkmal für die im Ersten Weltkrieg Gefallenen des Riesaer Regiments, Denkmal für die im Ersten Weltkrieg Gefallenen der Gemeinde Poppitz sowie zahlreiche Grabmale (Einzeldenkmale der Sachgesamtheit 09303830)                                                                                | Poppitzer Straße (Karte)                                                                               | Ab 1678 (Friedhofsbestandteil); nach 1918 (Kriegerdenkmal) | Einzeldenkmale der Sachgesamtheit Trinitatisfriedhof; baugeschichtlich und ortsgeschichtlich von Bedeutung. - Kapelle: 2000 saniert - Denkmal für die Gefallenen des Ersten Weltkrieges: ursprünglich auf dem Lutherplatz neben der Trinitatiskirche, 1945 auf den Friedhof überführt, errichtet vom Königl.-Sächs. Art.-Rgt. 32 und 68, 1923 von Bildhauer Arthur Lange, Dresden | 08965510 |
| Weitere Bilder                          | Mietshaus in halboffener Bebauung | Poppitzer Straße 21a (Karte)                                                                           | Um 1900 | Mit Laden, interessant gestaltete Putzfassade mit Balkon, Historismusbau mit Jugendstil-Anklängen, im Quartierensemble, baugeschichtlich von Bedeutung. Mit Tordurchfahrt und Laden, vier Geschosse, Putzfassade mit Putzgliederung, Fenster neu und entstellend. Original: Treppenhaus mit schmiedeeisernem Geländer, Jugendstilmalerei Eingangsbereich, Tor mit Oberlicht. Inschrift „Molkereiprodukte“ bei der Sanierung 1999/2000 beseitigt. | 08965297 |
| Weitere Bilder                          | Mietshaus in geschlossener Bebauung und Hofgebäude | Poppitzer Straße 23 (Karte)                                                                            | Um 1900 | Mit Laden, reich gestalteter Gründerzeitbau im geschlossenen Straßenzug, Klinkerfassade mit Balkons, Fachwerk-Hofgebäude, baugeschichtlich von Bedeutung. Mit Tordurchfahrt, vier Geschosse, acht Achsen, Seitenrisalite mit Zwerchhäusern, Erdgeschoss geglättet, Klinkerfassade mit Putz- und Kunststeingliederung. Original: Tor mit Oberlicht, Laden, teilweise Fenster, Balkongitter, Wandfliesen des Fleischerladens. | 08965296 |
| Weitere Bilder                          | Mietshaus in geschlossener Bebauung sowie Hofgebäude | Poppitzer Straße 25 (Karte)                                                                            | Bezeichnet mit 1902 | Repräsentativer Historismusbau mit außerordentlich reicher Innenausstattung, mittenbetonte Klinkerfassade mit Balkons, Art-Déco-Malerei im Eingangsbereich und im Treppenhaus, baugeschichtlich von Bedeutung. Mit Tordurchfahrt und Laden, vier Geschosse, acht Achsen, Erdgeschoss geputzt, saniert, Fenster neu, Mittelrisalit mit Zwerchhaus, drei Balkons, rote Klinkerfassade, Fensterrahmungen. Original: Hoftor, Tor mit Oberlicht, Malerei im Eingangsbereich, Wohnungstüren, Steintreppenhaus mit schmiedeeisernem Geländer, AWC-Türen, Schablonenmalerei Art Déco (zwei Bilder) im Eingangsbereich, Schablonenmalereileiste im Treppenhaus. | 08965295 |
| Weitere Bilder                          | Mietshaus in geschlossener Bebauung | Poppitzer Straße 27 (Karte)                                                                            | Um 1900 | Italienisierter Historismusbau im Wohnhausquartier, Klinkerfassade, Mittelrisalit mit Balkons, baugeschichtlich von Bedeutung. Mit Tordurchfahrt, vier Geschosse, neun Achsen, zwei Risalite, zwei Balkons, zwei Loggien, Erdgeschoss Putznutung, Klinkerfassade mit Kunststeingliederung, saniert, Fenster neu. Original: Tor mit Oberlicht, Balkongitter, weiter nicht gesehen. | 08965294 |
| Weitere Bilder                          | Mietshaus in geschlossener Bebauung | Poppitzer Straße 29 (Karte)                                                                            | Bezeichnet mit 1898 | Wohlproportionierte Klinkerfassade, Stuckkehle im Eingangsbereich, Bestandteil der gründerzeitlichen Wohnbebauung, baugeschichtlich von Bedeutung. Vier Geschosse, acht Achsen, Mittelrisalit mit Balkons, Zwerchhausgiebel, Fenster neu, saniert. Original: Treppenhaus, Stuckkehle im Eingangsbereich, weiter nicht gesehen. | 08965293 |
| Weitere Bilder                          | Mietshaus in geschlossener Bebauung | Poppitzer Straße 31 (Karte)                                                                            | Um 1900 | Gründerzeitbau im geschlossenen Quartier, Klinkerfassade, Volutengiebel, baugeschichtlich von Bedeutung. Mit Tordurchfahrt, vier Geschosse, acht Achsen, Erdgeschoss geglättet, Klinkerfassade mit Kunststeingliederung, Traufe Stuckkonsolen, Swerchhaus, saniert, Kunststofffenster im ersten bis dritten Obergeschoss. Original: Tor mit Oberlicht, Fenster Erdgeschoss, weiter nicht gesehen. | 08965292 |
| Weitere Bilder                          | Mietshaus in geschlossener Bebauung in Ecklage | Poppitzer Straße 33 (Karte)                                                                            | Bezeichnet mit 1900 | Mit Eckladen, Gründerzeitbau in städtebaulich bedeutsamer Ecklage gegenüber einer Grünanlage, Klinkerfassade mit Balkons, baugeschichtlich von Bedeutung. Vier Geschosse, 8-1-8 Achsen, Balkon, Eckbalkon, Erdgeschoss Putznutung, rote Klinkerfassade mit Kunststeingliederung, ausgebautes Dachgeschoss. Entstellend: Haustür, Ladentür, Fenster. Original: Balkongitter, innen nicht gesehen. | 08965291 |
| Direkt Bild zu diesem Denkmal hochladen | Wegesäule | Prausitzer Straße (Karte)                                                                              | 2. Hälfte 19. Jahrhundert | Sandsteinstele mit Ortsbezeichnungen und Richtungspfeilen, verkehrsgeschichtlich von Bedeutung | 09304359 |
| Direkt Bild zu diesem Denkmal hochladen | Ehemalige Mergendorfer Schule | Prausitzer Straße 19, 21 (Karte)                                                                       | 1892/1893 | Alte Ortslage Mergendorf, schlichte gründerzeitliche Putzfassade, mit 16 Achsen äußerst langgestreckter, landschaftsprägender Bau an der Flurgrenze zu Poppitz, ortsgeschichtlich von Bedeutung. Zwei Geschosse, zwei Risalite, Rückseite angebaute Schuppen mit Sandsteingewänden, Fensterrahmungen Sandsteingewände. Original: Fenster. | 08965563 |
| Direkt Bild zu diesem Denkmal hochladen | Zwei Torpfeiler der Hofeinfahrt eines Dreiseithofes | Prausitzer Straße 38 (Karte)                                                                           | Um 1870 | Alte Ortslage Mergendorf, Sandsteinpfeiler mit Kugelabdeckung, straßenbildprägend und baugeschichtlich von Bedeutung. Sandstein, vgl. Nummer 40. | 08965343 |
| Direkt Bild zu diesem Denkmal hochladen | Scheune, Stallgebäude und Hofpflasterung eines Dreiseithofes | Prausitzer Straße 40 (Karte)                                                                           | Um 1870 | Alte Ortslage Mergendorf, Scheune rückwärtig am Mühlgraben gelegen, mit Fachwerk, malerische Hofanlage, baugeschichtlich und wirtschaftsgeschichtlich von Bedeutung. - Scheune: Rückseite Fachwerk, Lage am Mühlgraben - Stall: Taubenlöcher zwischen Balken und Lehm, teilweise unterkellert - Wohnhaus: bezeichnet mit 1869, kein Denkmal | 08965344 |
| Direkt Bild zu diesem Denkmal hochladen | Wohnstallhaus, Seitengebäude (über winkelförmigem Grundriss, mit Kumthalle) und Scheune sowie Toreinfahrt eines Bauernhofes | Prausitzer Straße 42 (Karte)                                                                           | Bezeichnet mit 1812 | Alte Ortslage Mergendorf, außerordentlich großes Gehöft in ortsbildprägender Lage, Wohnstallhaus mit verputztem Fachwerk-Obergeschoss, Stallgebäude mit seltener Kumthalle, baugeschichtlich und wirtschaftsgeschichtlich von Bedeutung. - Scheune: Durchfahrtscheune, Tore alt, Wohnhaus mit Windfang: Obergeschoss Fachwerk, sehr langgestreckt - Wohnhaus straßenseitig: Sandstein-Fenstergewände, saniert, zwei Geschosse - Stall: heute Pferde-/Reiterhof, Bruchsteinmauerwerk | 08965341 |
| Direkt Bild zu diesem Denkmal hochladen | Stallgebäude und Scheune eines Dreiseithofes sowie Hofpflasterung | Prausitzer Straße 44 (Karte)                                                                           | 19. Jahrhundert | Alte Ortslage Mergendorf, Gebäude mit Fachwerkkonstruktionen, geschlossenes Gehöft, baugeschichtlich und wirtschaftsgeschichtlich von Bedeutung. - Wohnhaus: kein Denkmal mehr, zwei Geschosse, teilweise Fachwer, saniert - Scheune: Fachwerk - Stall: Fachwerk-Obergeschoss, Giebelfenster original | 08965337 |
| Direkt Bild zu diesem Denkmal hochladen | Wohnstallhaus, Scheune, Stallgebäude, Torpfeiler und Hofmauer eines Dreiseithofes | Prausitzer Straße 46 (Karte)                                                                           | Um 1800 (Wohnstallhaus); bezeichnet mit 1802 (Scheune) | Alte Ortslage Mergendorf, geschlossen erhaltener, großartiger Bauernhof, ortsbildgestaltend, baugeschichtlich und wirtschaftsgeschichtlich von Bedeutung. - Wohnstallhaus: zwei Geschosse, zwei Dachstuhlgeschosse, Haustürrahmung, Fenster Sandsteinrahmungen - Scheune: alte mächtige Balken, Tore original und Dachstuhl - Pfeiler: Sandsteinquader und Abdeckplatten - Einfriedung: Stück Mauer Bruchstein | 08965338 |
| Weitere Bilder                          | Kloster und Rathaus Riesa (Sachgesamtheit) | Rathausplatz 1, 2 (Karte)                                                                              | 12./13. Jahrhundert | Sachgesamtheit Kloster und Rathaus Riesa, mit den Einzeldenkmalen: Rathaus, ehemaliges Kloster (mehrflügelige Anlage), freistehendes, rückwärtiges Nebengebäude, Einfriedung (08965298), Kirche und Vorplatz (08965300) und folgenden Sachgesamtheitsteilen: Freifläche mit Mauern, Pflasterung und Grünflächen; ehemaliges Kloster (zwei Gebäudeflügel mittelalterlich), später Rittergut, heute Rathaus, Umbau des Südflügels zum Schloss um 1600, Umbau zum Rathaus 1874 und später in Neorenaissanceformen, ehemalige Klosterkirche gotische Saalkirche, bemerkenswerter Umbau im Jugendstil, baugeschichtlich und ortsgeschichtlich von Bedeutung | 09303832 |
| Weitere Bilder                          | Rathaus, ehemaliges Kloster (mehrflüglige Anlage), frei stehendes, rückwärtiges Nebengebäude (Kontorgebäude/Arrestgebäude) und Einfriedung (Einzeldenkmale der Sachgesamtheit 09303832) | Rathausplatz 1 (Karte)                                                                                 | 12./13. Jahrhundert (Klosteranlagenteil); Mitte 15. Jahrhundert (Kapitelsaal); um 1600 (Südflügel Kloster, Schloss); bezeichnet mit 1752 (Turm); bezeichnet mit 1874 (Rathaus)                                                            | Einzeldenkmale der Sachgesamtheit Kloster und Rathaus Riesa; ehemaliges Kloster (drei Gebäudeflügel mittelalterlich: Westflügel mit einstigem Kapitelsaal, Nordflügel und Ostflügel), später Rittergut, heute Rathaus, Umbau des Südflügels zum Schloss um 1600, Umbau zum Rathaus 1874 und später in Neorenaissanceformen, älteste Kloster in der Mark Meißen, eigentliche Rathausgebäude charakteristisches öffentliches Gebäude des Historismus, Baulichkeiten, baugeschichtlich, künstlerisch und ortsgeschichtlich von Bedeutung. Ehemaliges Kloster, heute Rathaus. Säkularisation des Klosters 1542, Umbau des Südflügels zum Schloss um 1600, Neubau des südwestlich vorgezogenen Flügels über den Klostergrundriss hinaus. Umbau zum Rathaus 1874 in Neurenaissanceformen. Dreiflügeliger, zweigeschossiger Bau mit Sattel- und Mansarddächern. Der oktogonale Turm (ehemals Schlossturm) zwischen Süd- und Westflügel, bezeichnet mit 1752, am Ostgiebel bezeichnet mit 1886, Restaurierung 1992. Im Inneren Reste der ehemaligen Klosteranlage erhalten, sogenannter Kapitelsaal mit Kreuzgratgewölbe über Mittelsäule, Mitte 15. Jahrhundert (oder um 1440), östlicher und nördlicher Flügel (Nutzgebäude Tiergarten) mit umfangreichen romanischen Mauerresten und kleinen rundbogigen Fenstern im oberen Wandbereich (aus Dehio Sachsen I, bearbeitet). | 08965298 |
|                                         | Ehemaliger Wasserturm (alte Wasserkunst) | Rathausplatz 1 (hinter) (Karte)                                                                        | 16. Jahrhundert | Turm in Bruchsteinmauerwerk, seit 1589 als Wasserwerk genutzt, baugeschichtliche und ortsgeschichtliche Bedeutung | 08965218 |
| Direkt Bild zu diesem Denkmal hochladen | Klostermauer (Mauer des ehemaligen Klostergutes) | Rathausplatz 1, 2 (hinter) (Karte)                                                                     | 12./13. Jahrhundert | Ortsbildprägende Bruchsteinmauer, ortsgeschichtlich von Bedeutung | 08965217 |
| Weitere Bilder                          | Kirche mit Ausstattung und Vorplatz (Einzeldenkmal der Sachgesamtheit 09303832) | Rathausplatz 2 (Karte)                                                                                 | 1244 (Kirche); 1535–1537 (Chorneubau); 1742–1745 (Turm); 1908–1909 (Umbau); 1909 (Kirchenfenster) | Einzeldenkmal der Sachgesamtheit Kloster und Rathaus Riesa; gotische Saalkirche mit Chor, Westturm und Sakristei, Ausstattung einschließlich Vasa Sacra, Zeugnis der Kirchenbaukunst vom Mittelalter bis ins 18. Jahrhundert, bemerkenswerter Umbau im Jugendstil 1908 (Architekt: Richard Schleinitz, Dresden), baugeschichtlich und künstlerisch bedeutend. Ehemalige Benediktinerinnen-Klosterkirche St. Marien. Langgestreckte Saalkirche. Das Kloster ist erstmals 1119 genannt (vermutlich seit 1170 Nonnenkloster), die Kirche 1244, durch Brände zwischen 1311–18 und 1440 wurde sie wiederholt beschädigt. 1535–37 Chorneubau, 1579 Umbau, 1607–09 Neugestaltung des Innern, 1626 Dachreiter errichtet, 1742–45 Turmbau. 1908/09 durchgreifende Umgestaltung durch Richard Schleinitz, Restaurierung 1848 (Turm) und 1992–94. Verputzter Bruchsteinbau, der von Strebepfeilern umgebene, eingezogene Chor mit 3/6-Schluss, Satteldach. An der Südseite des Saales Rundbogenfenster, Gewände und ornamentale Buntglasfenster in Jugendstilformen, 1909. Im Norden Sakristei mit Resten eines spätgotischen Portals. Quadratischer Turm, mit achteckigem Obergeschoss und barocker Haube mit offener Laterne und Zwiebel. Im Innern Tonnengewölbe mit Stichkappen, der Chor mit Netzgewölbe, Westempore. Beachtenswerter Schnitzaltar, die Abendmahldarstellung von Christoph Reichert aus Belgern, datiert 1609, 1909 goldüberfasst und mit aufwendigem Rahmen in Jugendstilformen versehen, bekrönt von der Darstellung des Auferstandenen auf der Weltkugel. Sandsteintaufe, Anfang 17. Jahrhundert. Orgel von Friedrich Nikolaus Jahn mit interessantem Gehäuse, 1849 (Dehio Sachsen I, 1996). | 08965300 |
| Weitere Bilder                          | Schule mit Hintergebäude und Turnhalle (Käthe-Kollwitz-Schule, 1. Grundschule Riesa) | Rathausplatz 3 (Karte)                                                                                 | Bezeichnet mit 1888, im Kern älter – 1843 (Schule); um 1900 (Schulturnhalle); um 1910 (Hintergebäude) | Breitgelagerter und platzbeherrschender Schulbau der Gründerzeit, repräsentative Putzfassade, baugeschichtlich und ortsgeschichtlich von Bedeutung. Drei Geschosse, Putzfassade mit Sandstein- und Putzgliederung. Original: Tür mit Oberlicht, Kellerfenstergitter, innen nicht gesehen. | 08965251 |
|                                         | Mietshaus in geschlossener Bebauung | Rathausplatz 4 (Karte)                                                                                 | Um 1890 | Mit Ladenzone, Gründerzeitbau in wichtiger städtebaulicher Lage, schöne Klinkerfassade, platzbildprägender Dachaufbau, baugeschichtlich und städtebaulich von Bedeutung. Mit Tordurchfahrt, drei Geschosse, sechs Achsen, Erdgeschoss geputzt, gelbe Klinkerfassade mit Sandsteingliederung, Zwerchhaus. Original: Tor mit Oberlicht, innen nicht gesehen. | 08965253 |
|                                         | Mietshaus in geschlossener Bebauung in Ecklage | Rathausplatz 7 (Karte)                                                                                 | 1883–1884 | Mit Läden, städtebaulich unverzichtbarer Eckbau, hübsche Putzfassade der Gründerzeit, erstes Wohngebäude der Bebauung am Rathausplatz des späten 19. Jahrhunderts, baugeschichtlich von Bedeutung. Drei Geschosse, 5-1-3 Achsen, Putzfassade mit Putzgliederung, Sandsteinfensterrahmungen, Mansarde verschiefert, Balkon, DDR-Liste. Original: Haustür mit Gitter, Fenster alt, Balkongitter. Auch Pietschmannsches Haus genannt. | 08965177 |
|                                         | Straßenbrücke über den Mühlgraben der Döllnitz | Reußner Straße (Karte)                                                                                 | Um 1830 | In alter Ortslage Merzdorf, kleine Bogenbrücke aus Sandstein, orts- und landschaftstypische Konstruktionsweise, Sandsteinquader | 08965347 |
| Direkt Bild zu diesem Denkmal hochladen | Wohnhaus in offener Bebauung mit Vorgarten | Reußner Straße 6 (Karte)                                                                               | Um 1902 | Wohnbau mit qualitätvoller Architektur, gründerzeitliche Putzfassade mit Klinkergliederung, Jugendstildekor über den Fensterstürzen, baugeschichtlich von Bedeutung. Eingeschossig, Zwerchhaus mittig, Putzfassade mit roter Klinkergliederung, Bruchsteinsockel, Kunststein-Fensterrahmungen, über Fenstern Jugendstildekor. Original: einige Fenster noch. | 08965348 |
|                                         | Mehrfamilienhaus einer Wohnanlage (zugehörig Lauchhammerstraße 24/24a und Kastanienallee 2), mit Vorgarten | Rittergutsstraße 1 (Karte)                                                                             | Um 1925 | Seltener Wohnbau der 1920er Jahre im Stil des Art déco, Putzfassade mit Kunststeingliederung, baugeschichtlich von Bedeutung. Drei Geschosse, Mitteltrakt vier Geschosse. | 08965449 |
| Direkt Bild zu diesem Denkmal hochladen | Ehemalige Ingenieurschule für Walzwerk- und Hüttentechnik, Staatliche Studienakademie Riesa mit Zentralgebäude (mit Direktorat, Verwaltung sowie Saalanbau, Am Kutzschenstein 6), Schulgebäude und Maschinenhalle (Rittergutsstraße 6)                                                                                                  | Rittergutsstraße 6 (Am Kutzschenstein 6) (Karte)                                                       | 1952 | Putzbauten mit strenger architektonischer Gliederung im späten Stil der klassischen Bautraditionen der DDR, baugeschichtlich und ortsgeschichtlich von Bedeutung. - Gebäude Nummer 1: ehemaliger Winkelbau, ein Teil zur Lauchhammerstraße um 1970 abgebrochen und durch Internatsbau ersetzt (mit Übergang), als Zentralgebäude mit Verwaltung, Direktorat/Rektorat, Mensa-Saalanbau sowie angrenzender Küchentrakt; original: teilweise Fenster, Türen im Saal, Bühne, Stuckdecke, u. a. - Nummer 2: Schulgebäude, eindrücklicher Baukörper mit interessanter Fassadengliederung – schlicht aber effektvoll - Nummer 3: Maschinenhalle | 08965529 |
| Weitere Bilder                          | Wohnanlage (Nr. 13–19) mit Vorgärten (mit Einfassung, Gartendenkmal) und Eckpavillons sowie daran angebaut technisches Gebäude (Nr. 21) eines Elektrizitätswerkes | Rittergutsstraße 13, 15, 17, 19, 21 (Karte)                                                            | Um 1915 | Interessant gestaltete Putzfassade, Betonung der Fassadenmitte des Wohnhauses durch Dachreiter, verschiedene Fassadenreliefs, im Reformstil der Zeit um 1910, ortsgeschichtlich und baugeschichtlich von Bedeutung. Zwei Geschosse, Mitteltrakt drei Geschosse, ausgebautes Dachgeschoss, Putzfassade mit Putzgliederung, Reliefs, Sandstein-Türrahmungen. Original: Treppenhäuser. Architekt vermutlich Martin Hammitzsch, Dresden. | 08965454 |
| Direkt Bild zu diesem Denkmal hochladen | Feldmühle: Mühlengrundstück mit Mahl-, Wohn- und Brauereigebäuden, Nebengebäuden und Keller | Rosenstraße 2, 5, 9, 11 (Karte)                                                                        | 1661, später überformt (Mühle); 1831 (Müllerwohnhaus und Brauereigebäude) | Wohnhaus mit Fachwerk-Obergeschoss und Segmentbogenportal, sonst Massivbauten mit Sandstein-Fenstergewänden, besondere ortsgeschichtliche Bedeutung | 08965442 |
| Weitere Bilder                          | Volkshaus Riesa (Sachgesamtheit) | Rudolf-Breitscheid-Straße 33 (Rudolf-Breitscheid-Straße 31; Hans-Waloschek-Weg 2, 4, 6, 8, 10) (Karte) | 1930–1932 | Sachgesamtheit Volkshaus Riesa mit folgendem Einzeldenkmal: Gewerkschaftshaus (08965518, Rudolf-Breitscheid-Straße 33) sowie Wohnflügel (Rudolf-Breitscheid-Straße 31 und Hans-Waloschek-Weg 2–10) als Sachgesamtheitsteil; Hauptgebäude architektonisch außerordentlich ansprechendes Beispiel im Bauhausstil von besonderem Seltenheitswert im Raum Riesa, der Wohnflügel trotz Veränderungen räumlich Teil des einheitlichen Konzepts beider, Architekt: Hans Waloschek, Dresden, baugeschichtlich und städtebaulich bedeutend | 09306415 |
| Weitere Bilder                          | Gewerkschaftshaus (Einzeldenkmal der Sachgesamtheit 09306415) | Rudolf-Breitscheid-Straße 33 (Karte)                                                                   | 1929–1930 | Einzeldenkmal der Sachgesamtheit Volkshaus Riesa; architektonisch außerordentlich ansprechendes Gebäude im Bauhausstil von besonderem Seltenheitswert im Raum Riesa, Architekt: Hans Waloschek, Dresden, baugeschichtlich und städtebaulich bedeutend. Ehemals 22 Büroräume, drei Sitzungszimmer, Saal für 300 Personen, Restaurant, Café, zwölf Fremdenzimmer, vier Wohnungen, Bäder, Auskleideräume, Kegelbahn. | 08965518 |
| Direkt Bild zu diesem Denkmal hochladen | Gasthaus „Zum Bürgergarten“ mit Erweiterungsbau und Kegelbahn | Rudolf-Breitscheid-Straße 41 (Karte)                                                                   | Um 1915, später überformt | Zweigeschossiges Vereins- und Gasthaus, Erweiterungsbau im traditionalistischen Stil der 1920er Jahre, ortshistorisch bedeutsamer Bau gegenüber dem Stadion. - alter Bau: Putzfassade, Dachgauben um 1930 - Anbau: Natursteinsockel, Putzfassade, Dachhaus, Fenster original, um 1925, Werbeinschrift am Hintergebäude | 08965003 |
| Direkt Bild zu diesem Denkmal hochladen | Mietshaus in geschlossener Bebauung | Schillerstraße 7 (Karte)                                                                               | Um 1900 | Schlichte Putzfassade mit Balkons, Bestandteil des gründerzeitlichen Straßenzuges, baugeschichtlich von Bedeutung Mit Hausdurchgang, vier Geschosse, Zwerchgiebel, Putzfassade mit Kunststein- oder Sandsteingliederung, zwei Balkons, saniert, Fenster neu. Original: Haustür mit Oberlicht, innen nicht gesehen. | 08965140 |
| Direkt Bild zu diesem Denkmal hochladen | Mietshaus in geschlossener Bebauung | Schillerstraße 7a (Karte)                                                                              | Um 1900 | Mittenbetonte Klinkerfassade, gründerzeitliches Mietshaus im geschlossenen Straßenraum, baugeschichtlich von Bedeutung. Mit Tordurchfahrt und Pflasterung der Tordurchfahrt, vier Geschosse, acht Achsen, saniert, Kunststofffenster entstellend, Erdgeschoss Putznutung, Klinkerfassade mit Sandsteingliederung, Zwerchhaus. Original: Haustür mit Oberlicht, innen nicht gesehen. | 08965141 |
| Direkt Bild zu diesem Denkmal hochladen | Mietshaus in halboffener Bebauung | Schillerstraße 9 (Karte)                                                                               | Um 1900 | Gründerzeitliches Mietshaus, dezent dekorierte Klinkerfassade, Stuckkehle im Eingangsbereich, baugeschichtlich von Bedeutung. Mit Tordurchfahrt und Pflasterung, vier Geschosse, acht Achsen, saniert, Fenster entstellend, Erdgeschoss geglättet, Klinkerfassade mit Sandstein- oder Kunststeingliederung. Original: Haustür mit Oberlich, Fußbodenfliesen Muster, Stuckkehle im Eingangsbereich, Treppenhaus, AWC-Türen, Wohnungstüren. | 08965142 |
| Direkt Bild zu diesem Denkmal hochladen | Wohnhaus in offener Bebauung | Schloßstraße 9 (Karte)                                                                                 | Um 1860 | Schlichte Putzfassade mit Sandstein-Türstock, Zeugnis der frühen städtischen Entwicklung im Altstadtbereich, baugeschichtlich von Bedeutung. Zwei Geschosse, fünf Achsen, Putzfassade geglättet, Haustür-Sandsteinrahmung, Ensemble im Straßenzug. Original: Haustür mit Gitter und Klinke. | 08965249 |
| Direkt Bild zu diesem Denkmal hochladen | Wohnhaus in geschlossener Bebauung | Schloßstraße 10 (Karte)                                                                                | Um 1850 | Einfach gegliederte Putzfassade mit Sandstein-Türstock, typisches vorgründerzeitliches Wohngebäude im Altstadtbereich. Zwei Geschosse, vier Achsen, Bruchsteinbau mit Verwendung von Ziegelresten, Sandsteingewände. Original: Haustür, Fenster. | 08965247 |
| Direkt Bild zu diesem Denkmal hochladen | Wohnhaus in halboffener Bebauung | Schloßstraße 12 (Karte)                                                                                | Um 1850 | Einfach gegliederte Putzfassade, Sandstein-Türstock, Giebel in Fachwerkbauweise, Zeugnis für die frühe städtische Entwicklung Riesas nach Bau der Ferneisenbahn, baugeschichtlich von Bedeutung. Zwei Geschosse, drei Achsen, Sandsteingewände. Original: Haustür mit Oberlicht, Fenster. | 08965248 |
| Direkt Bild zu diesem Denkmal hochladen | Wohnhaus in halboffener Bebauung in Ecklage | Schloßstraße 13 (Karte)                                                                                | Um 1840 | Schlichte Putzfassade, vorstädtisches Wohnhaus als Dokument der Stadtentwicklung, baugeschichtlich von Bedeutung. Zwei Geschosse, sechs Achsen, kleines vorstädtisches Wohnhaus. Erweitert original: innen nicht gesehen. | 08965167 |
| Direkt Bild zu diesem Denkmal hochladen | Mietshaus in geschlossener Bebauung in Ecklage | Schloßstraße 16 (Karte)                                                                                | Um 1875 | Zweifarbig gestreifte Klinkerfassade, gründerzeitlicher Eckbau mit feingliedrigem spätklassizistischem Dekor, baugeschichtlich von Bedeutung. Ehemals mit Eckladen, drei Geschosse, 6-1-5 Achsen, gelbe Klinkerfassade mit Putz- und Stuckgliederung, feingliedriger Dekor. Original: Haustür mit Klinke und Oberlicht. | 08965261 |
| Direkt Bild zu diesem Denkmal hochladen | Mietshaus in geschlossener Bebauung | Schloßstraße 18 (Karte)                                                                                | Ende 19. Jahrhundert | Ungewöhnlich nüchtern gestaltete Klinkerfassade der Gründerzeit, Wohnhausbau im geschlossenen Straßenzug, baugeschichtlich von Bedeutung | 09304030 |
| Direkt Bild zu diesem Denkmal hochladen | Mietshaus in geschlossener Bebauung | Schloßstraße 20 (Karte)                                                                                | Ende 19. Jahrhundert | Gründerzeitliche Klinkerfassade, Wohnhausbau im geschlossenen Straßenzug, baugeschichtlich von Bedeutung | 09304031 |
| Direkt Bild zu diesem Denkmal hochladen | Mietshaus in geschlossener Bebauung | Schloßstraße 22 (Karte)                                                                                | Ende 19. Jahrhundert | Gründerzeitliche Putzfassade, Wohnhausbau im geschlossenen Straßenzug, baugeschichtlich von Bedeutung. Drei Geschosse, acht Achsen, Bruchsteinsockel, Fenster entstellend, Putzfassade mit Putzgliederung. Original: Haustür mit Oberlicht, eiserner Fußabstreicher. | 08965264 |
| Direkt Bild zu diesem Denkmal hochladen | Doppelmietshaus (Heinrich-Heine-Straße 10 und Schloßstraße 32) in geschlossener Bebauung und Ecklage, mit Einfriedung und Vorgarten | Schloßstraße 32 (Karte)                                                                                | Um 1915 | Mächtiger Wohnbau in exponierter Ecklage, gut gegliederte Putzfassade, im Reformstil der Zeit um 1910, baugeschichtlich von Bedeutung. Drei Geschosse, Putzfassade mit Putzgliederung, saniert, Kunststofffenster. Original: Haustür mit Oberlicht, Treppenhaus, innen nicht gesehen. | 08965073 |
| Direkt Bild zu diesem Denkmal hochladen | Wohnhaus in offener Bebauung | Schulgasse 2 (Karte)                                                                                   | Um 1845 | Alte Ortslage Pausitz, Fachwerk-Obergeschoss mit Lehmausfachung, typisches ländliches Wohnhaus mit dokumentarischem Wert, baugeschichtlich von Bedeutung. Zwei Geschosse, vgl. Nummer 4, Krüppelwalmdach, Erdgeschoss Sandstein-Fensterrahmungen. | 08965322 |
| Direkt Bild zu diesem Denkmal hochladen | Wohnhaus in offener Bebauung | Schulgasse 4 (Karte)                                                                                   | Um 1845 | Alte Ortslage Pausitz, verputztes Fachwerk-Obergeschoss, Sandstein-Türstock, typisches ländliches Wohnhaus, baugeschichtlich von Bedeutung. Zwei Geschosse, vgl. Nummer 2, Obergeschoss Fachwerk verputzt, originale Fenstergrößen, Krüppelwalmdach. | 08965323 |
| Direkt Bild zu diesem Denkmal hochladen | Wohnhaus in offener Bebauung, mit Einfriedung und Vorgarten | Speicherstraße 4 (Karte)                                                                               | Um 1930 | Original erhaltenes Villengrundstück einer Fabrikantenvilla, einfache Putzfassade, ortsgeschichtlich von Bedeutung - Zwei Geschosse, Putzfassade, Eckturm mit Wetterfahne, ausgebautes Dachgeschoss, grünlicher Putz mit rötlicher Putzgliederung, Brucksteinquadersockel; original: Haustür, überwiegend Fenster, zwei Fenstergitter, innen nicht gesehen - Einfriedung: Naturstein und Eisengitter | 08965011 |
| Direkt Bild zu diesem Denkmal hochladen | Mietshaus in offener Bebauung mit Vorgarten | Steinstraße 30 (Karte)                                                                                 | Um 1905 | Gründerzeitliche Klinker-Putz-Fassade, Wintergarten, malerisches Gebäude mehrfarbig gegliedert, ehemals zur Ziegelei gehörig, baugeschichtlich und ortsgeschichtlich von Bedeutung. Zwei Geschosse, ausgebautes Dachgeschoss, Fassade Putz und rote Klinker, Heimatstil. Original: Zementdachrinne liegend, einige Fenster, Wintergarten, Haustür mit Oberlicht, innen nicht gesehen. | 08965434 |
| Direkt Bild zu diesem Denkmal hochladen | Seitengebäude, Pfeiler der Toreinfahrt und Hofpflasterung eines Bauernhofes | Strehlaer Straße 7 (Karte)                                                                             | 19. Jahrhundert, später überformt | In alter Ortslage Gröba, schlichte Putzfassade, ortsbildprägendes, erhöht liegendes Gehöft, baugeschichtlich von Bedeutung. Eingeschossig, Drempel, Zwerchgiebel, Sandsteingewände. | 08965438 |
| Direkt Bild zu diesem Denkmal hochladen | Wohnhaus in offener Bebauung mit Vorgarten | Uttmannstraße 3 (Karte)                                                                                | Um 1925 | Vielgliedriger Villenbau, Putzfassade, noch Anklänge an den Reformstil der Zeit um 1910, baugeschichtlich von Bedeutung. Eingeschossig, ausgebautes Dachgeschoss. Original: Haustür mit Gitter, Fenster, Rollläden. | 08965416 |
| Weitere Bilder                          | Ehemaliges Vorwerk Göhlis, bestehend aus Wohnhaus mit Vorgarten, zwei Scheunen, Fachwerkscheune, Stallgebäude, Schafstall, Wohnstallhausflügel, Torpfeiler und Pflasterung des Hofes | Volksgut Riesa-Göhlis 1 (Karte)                                                                        | 1. Hälfte 19. Jahrhundert (Fachwerkscheune); 19. Jahrhundert (Stall und östliche Scheune); bezeichnet mit 1858 (Herrenhaus); um 1860 (westl. Stallgebäude); um 1885 (südliche Durchfahrtsscheune); um 1895 (nördliche Durchfahrtsscheune) | Größter Hofkomplex in der Umgebung von Riesa mit Bedeutung für die Volksbildung, überwiegend Massivbauten der Gründerzeit, auch noch eine Fachwerkscheune erhalten, außerordentlich landschaftsprägend, ortsgeschichtlich von Bedeutung - Toreinfahrt: zwei Pfeiler, Sandsteinquader, Wohnstallhausflügel: Bruchstein-Ziegel-Mischmauerwerk, Sandsteinrahmungen, Sandsteinpfeiler, dreischiffiger Stall mit Ziegelgewölben, bezeichnet mit 1858 - erstes Durchfahrtscheune Richtung Flugplatz gelegen: Bruchsteinmauerwerk, Drempel Ziegelmauerwerk, Putzgliederung, mächtiger Baukörper - Schafstall: Krüppelwalm, Bruchsteinmauerwerk, zwei Speicherluken, Sandsteingewände, vorderer Teil Eisensäulen, dreischiffig, preußische Kappen - Hofpflasterung: Katzenköpfe als Ring - Wohnhaus mit Vorgarten: im Kern um 1850, um 1910 und später überformt, zwei Geschosse, dicke Wände; original: Hoftür mit Oberlicht und Kastenschloss; alt: Windfangtür und Fußbodenfliesen Muster - zweite große Durchfahrtscheune: Klinkerscheune, Maueranker geschmiedet, Fachwerkscheune, Giebel Bruchsteinmauerwerk - Stall: Kreuzgratgewölbe, dreischiffig, stark umgebaut, Krüppelwalm, originaler Dachstuhl | 08965542 |
| Direkt Bild zu diesem Denkmal hochladen | Mietshaus in geschlossener Bebauung in Ecklage | Weststraße 2 (Karte)                                                                                   | Um 1895 | Gründerzeitliche Klinkerfassade, Eckbetonung mit Balkon und Dachhaube, Kopfbau in außerordentlich wichtiger städtebaulicher Lage, baugeschichtlich von Bedeutung. Mit Eckladen, drei Geschosse, Mittel- und Seitenrisalite, gebrochene Ecke und Turm, Eckbalkon, ausgebautes Dachgeschoss, rote Klinkerfassade mit Sandsteingliederung. Original: Balkongitter, Stuckkehle im Eingangsbereich, Haustür mit Oberlicht, Hoftür, Kellertür, Wohnungstüren, Stein-Treppenhaus mit eisernem Geländer, Fußbodenfliesen Muster bzw. Terrazzo. | 08965405 |
| Direkt Bild zu diesem Denkmal hochladen | Mietshaus in geschlossener Bebauung | Weststraße 4 (Karte)                                                                                   | Um 1905 | Gründerzeitliche Klinkerfassade, Wohnhausbau im geschlossenen Straßenzug, baugeschichtlich von Bedeutung. Drei Geschosse, ausgebautes Dachgeschoss, Mittelrisalit, Kunststofffenster und Haustür entstellend, gelbe Klinkerfassade mit Sandsteingliederung. Original: nur Stein-Treppenhaus und Eisengeländer, innen alles neu. | 08965406 |
| Direkt Bild zu diesem Denkmal hochladen | Mietshaus in geschlossener Bebauung | Weststraße 6 (Karte)                                                                                   | Um 1908 | Gründerzeitliche Klinkerfassade, Lage im geschlossenen Mietshausquartier, baugeschichtlich von Bedeutung. Drei Geschosse, ausgebautes Dachgeschoss, gelbe Klinkerfassade mit Sandsteingliederung, Kunststofffenster und Haustür entstellend, Mittelrisalit. Original: Fußbodenfliesen Muster, weiter nicht gesehen. | 08965407 |
| Direkt Bild zu diesem Denkmal hochladen | Mietshaus in geschlossener Bebauung | Weststraße 8 (Karte)                                                                                   | Um 1900 | Gründerzeitliche Klinkerfassade, geschlossene Wohnbebauung, baugeschichtlich von Bedeutung. Mit Tordurchfahrt, drei Geschosse, neun Achsen, Zwerchhaus, ausgebautes Mansardgeschoss, Klinkerfassade mit Sandsteingliederung, Fenster neu, vgl. Nummer 10. Original: Tor mit Oberlicht, Hoftor mit Oberlicht, Hoftür. | 08965408 |
| Direkt Bild zu diesem Denkmal hochladen | Mietshaus in geschlossener Bebauung | Weststraße 10 (Karte)                                                                                  | Um 1900 | Gründerzeitliche Klinkerfassade, geschlossene Mietshauszeile, baugeschichtlich von Bedeutung. Drei Geschosse, sechs Achsen, vgl. Nummer 8, rote Klinkerfassade mit Sandsteingliederung, ausgebautes Mansardgeschoss, Sandsteinsockel. Original: Tor mit Oberlicht, eine Jalousieblende, Fenster teilweise, Hoftür, Treppenhausfenster mit geätzter Verglasung, Fenster im Hof teilweise. | 08965409 |
| Direkt Bild zu diesem Denkmal hochladen | Mietshaus in geschlossener Bebauung | Weststraße 12 (Karte)                                                                                  | Um 1905 | Aufwendig gestaltete Klinkerfassade, reichdekorierte und wohlproportionierte Gründerzeitfassade, baugeschichtlich von Bedeutung. Mit Tordurchfahrt, drei Geschosse, acht Achsen, ausgebautes Dachgeschoss, gelbe Klinkerfassade mit Sandsteingliederung, Erker, Rückfront entsetzlichst verkleidet. Original: Stuck in der Tordurchfahrt, Tor mit Oberlicht und Klinke, Hoftor mit Oberlicht und Klinke, Treppenhaus, Wohnungstüren. | 08965410 |
| Direkt Bild zu diesem Denkmal hochladen | Dorfkirche Weida sowie Kirchhof mit zwei Grabanlagen (Wandstelen von Familie Scholze/Röder (mit Einfassung) und Familie Große) | Windmühlenstraße (Karte)                                                                               | Anfang 14. Jahrhundert (Kirche); 1912 (Grabmal); 1916 (Grabmal) | Schlichte Pfarrkirche in alter Ortslage Weida, Putzbau mit barockem Westturm, baugeschichtlich, ortsgeschichtlich und ortsbildprägend von Bedeutung. - Evangelische Pfarrkirche, heute Gemeindezentrum. 1753 Turm angefügt, der Chor 1864 erweitert, 1973 das Innere durchgehend verändert. Verputzter Bruchsteinbau, der eingezogene Chor mit 3/8-Schluss, Satteldach. Rundbogenfenster. Zweigeschossiger quadratischer Turm, im Obergeschoss oktogonal mit schiefergedeckter Haube und Laterne (Dehio Sachsen I, 1996). Kirche 1973/1974 zum Gemeindezentrum umgebaut. - Grabmale: - Wandstele Scholze/Röder (1916): Sandstein, Einfassung Granit und Jugendstilgitter - Wandstele Familie Große (1912) Sandstein | 08965357 |

## Ehemaliges Denkmäler
| Bild                                    | Bezeichnung                                               | Lage                        | Datierung | Beschreibung | ID       |
| --------------------------------------- | --------------------------------------------------------- | --------------------------- | --------- | --- | -------- |
| Weitere Bilder                          | Güterschuppen der Güterladestelle Gröba                   | Merzdorfer Straße (Karte)   | Um 1870   | Gründerzeitliches Gebäude in Fachwerkkonstruktion mit roter Klinkerausfachung und sechs Toren, technikgeschichtlich und eisenbahngeschichtlich von Bedeutung. Fachwerkkonstruktion mit roter Klinkerausfachung, sechs Tore, Gleise entfernt. | 08965441 |
| Direkt Bild zu diesem Denkmal hochladen | Wohnhaus eines Bauernhofes, mit Vorgarten und Einfriedung | Moritzer Straße 27 (Karte)  | Vor 1800  | Alte Ortslage Poppitz, imposantes giebelständiges Bauernhaus, ortsbildprägend, Dokumentationswert, baugeschichtlich von Bedeutung. Zweigeschossig, Giebel drei Achsen, Fachwerk-Obergeschoss, zu vermuten an der Traufseite, massives Erdgeschoss. Zwischen 2009 und 2016 abgerissen und durch Neubau ersetzt. | 09229852 |
| Direkt Bild zu diesem Denkmal hochladen | Wohnhaus in offener Bebauung mit Vorgarten                | Pausitzer Straße 71 (Karte) | Um 1875   | Klinkerfassade mit reicher Sandsteingliederung, historistisches Wohn- und Kontorgebäude, baugeschichtlich von Bedeutung. - Villa/Wohnhaus: zwei Geschosse, Klinkerfassade mit reicher Sandsteingliederung; original: Treppenhausfenster mit farbiger Verglasung, teilweise Fenster, innen nicht gesehen - Fabrikgebäude: Putzbau, braune Klinker- und Riemchengliederung; original: Fenster, Glasbausteine; dem Neuen Bauen verhafteten Produktionsbau (um 1930) Zwischen 2016 und 2021 abgerissen. | 08965320 |

## Tabellenlegende
- Bild: Bild des Kulturdenkmals, ggf. zusätzlich mit einem Link zu weiteren Fotos des Kulturdenkmals im Medienarchiv Wikimedia Commons. Wenn man auf das Kamerasymbol klickt, können Fotos zu Kulturdenkmalen aus dieser Liste hochgeladen werden:
- Bezeichnung: Denkmalgeschützte Objekte und ggf. Bauwerksname des Kulturdenkmals
- Lage: Straßenname und Hausnummer oder Flurstücknummer des Kulturdenkmals. Die Grundsortierung der Liste erfolgt nach dieser Adresse. Der Link (Karte) führt zu verschiedenen Kartendiensten mit der Position des Kulturdenkmals. Fehlt dieser Link, wurden die Koordinaten noch nicht eingetragen. Sind diese bekannt, können sie über ein Tool mit einer Kartenansicht einfach nachgetragen werden. In dieser Kartenansicht sind Kulturdenkmale ohne Koordinaten mit einem roten bzw. orangen Marker dargestellt und können durch Verschieben auf die richtige Position in der Karte mit Koordinaten versehen werden. Kulturdenkmale ohne Bild sind an einem blauen bzw. roten Marker erkennbar.
- Datierung: Baubeginn, Fertigstellung, Datum der Erstnennung oder grobe zeitliche Einordnung entsprechend des Eintrags in der sächsischen Denkmaldatenbank
- Beschreibung: Kurzcharakteristik des Kulturdenkmals entsprechend des Eintrags in der sächsischen Denkmaldatenbank, ggf. ergänzt durch die dort nur selten veröffentlichten Erfassungstexte oder zusätzliche Informationen
- ID: Vom Landesamt für Denkmalpflege Sachsen vergebene, das Kulturdenkmal eindeutig identifizierende Objekt-Nummer. Der Link führt zum PDF-Denkmaldokument des Landesamtes für Denkmalpflege Sachsen. Bei ehemaligen Kulturdenkmalen können die Objektnummern unbekannt sein und deshalb fehlen bzw. die Links von aus der Datenbank entfernten Objektnummern ins Leere führen. Ein ggf. vorhandenes Icon  führt zu den Angaben des Kulturdenkmals bei Wikidata.

## Ausführliche Denkmaltexte
1. ↑   Trinitatiskirche:

Die Trinitatiskirche (1895–97, Architekt: Jürgen Kröger) ist ein neoromanischer Zentralbau über kreuzförmigem Grundriss mit halbrundem Chorschluss im Osten. Der unverputzte Sandsteinbau erhebt sich über einem Bruchsteinsockel. Die Westfassade mit drei Portalen und Fensterrose wird von zwei Turmanbauten flankiert. Der quadratische Ansatz des Vierungsturms entwickelt sich zu einem oktogonalen Obergeschoss, welches im Bereich des Turmdaches von Blendgiebeln überfangen wird. Das schiefergedeckte Turmdach schließt mit einer kupfernen Laterne ab. Der Turm wird von vier Ecktürmen flankiert, an denen die Statuen der Evangelisten aufgestellt sind. Im Inneren wird der Hauptraum von einem strahlenförmigen Gewölbe überfangen. Die Querarme werden vom Hauptraum mit Gurtbögen über vier mächtigen Pfeilern abgeteilt. Gliederungselemente wie Gurtbögen, Pfeiler oder die Brüstungen der eingeschossigen Emporen wurden mit Ullersdorfer Verblendziegeln ausgeführt. Die Orgelempore befindet sich im Westen. Der Altar besitzt einen dreiteiligen Aufbau. Über der ziegelsichtigen Mensa befindet sich ein aus westfälischem Kalkstein gefertigtes Relief mit der Szene des Abendmahls über dem sich ein Kruzifix mit zwei betenden Engeln erhebt. Die Rückwand der Altarnische öffnet sich oberhalb des Altars in einer Gruppe von drei Rosettenfenstern, welche als Trinitätssymbol zu deuten sind. Weitere Ausstattungselemente aus der Erbauungszeit sind die ziegelsichtige Kanzel, das aus Kupfer getriebene Taufgestell sowie das schmiedeeiserne Lesepult. 1968–69 wurden Sanierungsmaßnahmen im Inneren unter der Leitung von Christian Möller und Helmar Helas durchgeführt. Die Denkmalfähigkeit der Trinitatiskirche in Riesa ergibt sich aus ihrer städtebaulichen, bau- und ortsgeschichtlichen sowie künstlerischen Bedeutung.

Die Lage innerhalb eines gleichmäßig angelegten Straßennetzes sowie die Gestaltung des Kirchenplatzes verweist auf eine städtebaulich geplante Erschließung des Viertels. Dies geschah im Zuge der durch Industrialisierung sowie der Entwicklung Riesas zur drittgrößten Garnisonsstadt Sachsens bedingten Stadterweiterung. Ortsgeschichtlich für Riesa bedeutend ist weiterhin die Tatsache, dass es sich bei der Trinitatiskirche um den ersten Kirchenneubau nach der mittelalterlichen Klosterkirche handelt. Von baugeschichtlicher Bedeutung ist der dokumentarische Wert der Trinitatiskirche. In beispielhafter Weise dokumentiert sie die Geschichte des Kirchenbaus am Ende des 19. Jahrhunderts. Sie belegt die maßgeblichen Regularien zum Bau einer Kirche, verweist aber auch eindrucksvoll auf regionale Besonderheiten. Ihre Ausführung als Zentralturmanlage auf kreuzförmigen Grundriss besitzt, mit Blick auf die Dresdner Frauenkirche, einen historischen Bezug zum sächsischen Kirchenbau. Darüber hinaus wurde der Bau beispielgebend in die zeitgenössische Debatte zur Frage des Kirchenbaus einbezogen. Als eine der ersten tatsächlich ausgeführten sakralen Zentralbauentwürfe des 19. Jahrhunderts rief die Trinitatiskirche eine differenzierte Auseinandersetzung mit der Stellung der Kanzel speziell für Zentralbauten hervor. Die Denkmalfähigkeit der beschriebenen Trinitatiskirche beruht neben den genannten Gründen auch auf ihrer personengeschichtlichen Bedeutung. Der Architekt Jürgen Kröger (1856–1928), ehedem Mitarbeiter bei Johannes Otzen, realisierte zahlreiche evangelische Kirchenbauten im gesamten Kaiserreich. In Sachsen zählen dazu u. a. die Moritzkirche in Zwickau (1891–1893, zusammen mit Abesser), die Markuskirche in Chemnitz (1893–1895, zusammen mit Abesser) sowie die Jakobikirche in Dresden (1897–1901, nach dem Zweiten Weltkrieg aufgrund erheblicher Schäden gesprengt).